# 俄罗斯入侵乌克兰中的中华人民共和国
2022年俄羅斯全面入侵烏克蘭，中華人民共和國多次宣称持中立立场，曾參與對烏克蘭的人道主义援助，但在俄乌战争因此事全面升級後进一步深化了与俄罗斯的经贸合作关系，因此该立场被乌克兰和西方多国反对及列入制裁措施。烏克蘭總統弗拉基米爾·澤連斯基視中國為「俄羅斯犯罪聯盟」的成員，批評中國持續向俄羅斯提供協助。中国不认为俄罗斯入侵为「战争」，而是以「乌克兰危机」称呼这场冲突，引起乌克兰的不满。中国在联合国及其他国际组织涉及乌克兰战争的大多数投票中投下弃权，有少數為支持俄罗斯或支持烏克蘭。中華人民共和國領導人認為俄烏戰事延長符合中方戰略需求，中國領導人擔心戰事結束後美國會將全部注意力轉移到中國。
中華人民共和國自称反對單邊制裁，沒有參與对俄罗斯的大規模制裁，认为北约东扩是战争根源，但謹慎地避免違反對俄羅斯的制裁，避免對俄羅斯的具體政策表示支持，表示未向俄羅斯提供援助和武器，同时試圖在兩國之間進行調解，還提出“四个应该”、“四点主张”和本国的12点和平立场，其提議和說辭等都遭到批評。
儘管中國反對國際社會對俄羅斯的制裁， 但中國公司大多遵守了這些制裁。而烏俄雙方都使用了中國製造商生產的無人機。中國向俄羅斯出口軍民兩用技術和零件招致美國、歐盟和烏克蘭的制裁，以及七國集團和北約的譴責。  中國官方媒體和網民往往更傾向俄羅斯的觀點，有時還會轉發假訊息。  除了抓捕為俄羅斯作戰的中國公民外，烏克蘭還制裁了其指控幫助俄羅斯生產武器的中國公司。

## 政府

### 戰前
烏克蘭危機醞釀期間，1月22日彭博社報道稱中國或曾要求俄羅斯尊重奧林匹克休戰精神，不要在北京冬季奧運會前後入侵烏克蘭，俄羅斯外交部和中國駐俄大使館不承認此消息。1月24日，中國外交部發言人趙立堅被問及此事時，回應表示他聞所未聞，就彭博社的报道“中方表示希望北京冬奥会期间俄罗斯不入侵乌克兰”予以驳斥，認為報道是對中俄關係的污衊和挑釁。
2022年2月初，俄羅斯總統普京與另外22位領導人出席北京冬奧會，借此机会，他与中共中央总书记习近平会晤，中國與俄羅斯在簽署了多項合作計劃等，尤其是俄羅斯願意每年從遠東地區向中國供應100億立方米的天然氣等訂單，並合作建構新的金融體系。華盛頓戰略與國際中心專家表示，中國在其外交辭令中謹慎地表達對俄羅斯的支持，但研判並未真正支持俄羅斯動用武力。
俄乌戰爭爆發前，中华人民共和国外交部发言人华春莹在2月23日針對情勢急劇惡化一事表示，中方一贯反对任何非法单边制裁，認為只會有反效果。
中华人民共和国外交部24日針對入侵東烏克蘭一事召開記者會，提到并不认同俄乌局势为俄罗斯“入侵”的说法。华春莹提到戰爭一詞，未有正面回应中方会否谴责俄罗斯或敦促俄罗斯让步，表示中方不乐见乌克兰局势发展至此，呼吁各方保持克制，借由对话协商缓和事态，避免局势失控，强调中国反对任何煽动战争的行为，也不会主动向任何一方提供武器，并否认“俄罗斯有中国背后支持才行动”的指控。同日，中华人民共和国允许俄罗斯全境小麦进口。中國政府的情報也飽受民眾批評，俄軍開始轟炸並攻入城市的同日，中方尚未從該國進行安全撤僑行動，導致大批公民受困戰場，中国驻乌克兰大使馆在微信公众号上緊急表示中国公民可在车身明显处贴上中国国旗。但在次日，中国驻乌克兰大使馆即表示“不要随意亮明身份及展示具有识别性的标识”。

### 开战后

#### 2022年
2月25日，俄軍並開始向東烏兩個獨立人民共和國以外的地方南北全線推進，作为五大常任理事国之一的中国在谴责入侵的联合国安理会投票中投了棄權票。
2月25日，习近平同俄罗斯总统弗拉基米尔·普京通电话。习近平稱，中方根据乌克兰问题本身的是非曲直决定中方立场，中方支持俄方同乌方以谈判解决问题。中方关于尊重各国主权和领土完整、遵守联合国宪章宗旨和原则的基本立场是一贯的。習近平還表示，考慮到俄罗斯领导人在当前危机形势下所采取的行动，他會保持“尊重”。
同日，国务委员、外交部长王毅应约分别与英国外交大臣、欧盟外交与安全政策高级代表博雷利和法国总统顾问博纳通电话，重点就乌克兰局势深入交换意见。王毅阐述了中方对乌克兰问题的基本立场，概括为五点：

一、中方坚定主张尊重和保障各国的主权和领土完整，切实遵守联合国宪章宗旨和原则。这一立场是一贯的，也是明确的，在乌克兰问题上同样适用。
二、中方倡导共同、综合、合作、可持续的安全观。认为一国的安全不能以损害他国安全为代价，地区安全更不能以强化甚至扩张军事集团来保障。各国的合理安全关切都应予以尊重。在北约连续五轮东扩情况下，俄罗斯在安全方面的正当诉求理应得到重视和妥善解决。
三、中方一直关注乌克兰问题的演变，目前的局势是我们不愿看到的。当务之急是各方保持必要克制，避免乌克兰现地事态继续恶化甚至走向失控。平民的生命财产安全应当得到有效保障，尤其要防止出现大规模人道主义危机。
四、中方支持和鼓励一切有利于和平解决乌克兰危机的外交努力。中方欢迎俄罗斯和乌克兰尽快举行直接对话谈判。乌克兰问题的演变有着复杂历史经纬。乌克兰应当成为东西方沟通的桥梁，而不应沦为大国对抗的前沿。中方也支持欧方与俄罗斯就欧洲安全问题进行平等对话，最终形成平衡、有效、可持续的欧洲安全机制。
五、中方认为联合国安理会应当为解决乌克兰问题发挥建设性作用，要以地区和平稳定为重，以各国普遍安全为重。安理会采取的行动应当给紧张局势降温而不是火上浇油，应当有利于推动外交解决而不是使局势进一步升级。鉴此，中方历来不赞成安理会决议动辄引用授权动武和制裁的第七章。

中华人民共和国外交部发言人汪文斌表示，各国主权和领土完整都应当得到尊重和维护，联合国宪章宗旨和原则都应当得到共同维护，这是中方一贯秉持的原则，也是各国都应该坚持的国际关系基本准则。与此同时，中方也一贯认为，一国安全不能建立在损害别国安全的基础之上，更不能出于寻求自身绝对军事优势和绝对安全，而肆意损害别国主权和安全。各国的合理安全关切都应该得到尊重。
2月26日，中国驻乌克兰大使馆提示中國公民不要随意亮明身份及展示具有识别性的标识。
3月1日，乌克兰外交部长德米特里·库列巴和中国国务委员兼外交部长王毅举行了自入侵开始以来的第一次电话会议。媒体报道称，王毅告诉库勒巴，他对平民面临的风险“极为担忧”，有必要“尽可能缓和局势，防止冲突升级”。据报道，库莱巴曾表示，乌克兰“期待中国在实现停火方面发挥调解作用”。
3月2日，《纽约时报》发表文章称，中国政府已对入侵提前发出警告，并要求俄罗斯政府将其推迟到2022年北京冬奥会之后/3月3日，中国外交部发言人汪文斌表示“《纽约时报》的报道纯属虚假信息。这种转移视线、甩锅推责的言论十分卑劣。”
3月5日，国务院参事室公共政策研究中心副主任胡伟撰文称，“中国需要灵活应对，做出符合自身长远利益的战略选择”，“中国不能与普京挂钩，需要尽快断绝关系”。
3月7日，中华人民共和国国务委员兼外交部部长王毅在第十三届全国人民代表大会的记者会上谈及中俄关系时，表示，中俄关系发展有着清晰的历史逻辑，具有强大的内生动力，两国人民的友谊坚如磐石，双方的合作前景广阔。不管国际风云如何险恶，中俄都将保持战略定力，将新时代全面战略协作伙伴关系不断推向前进/同时，王毅就防止乌克兰出现大规模人道主义危机提出六点倡议，并表示中国红十字会将向乌克兰提供人道主义物资援助。之后在3月9日应乌克兰方面的请求，中国红十字会向乌克兰提供了500万元人民币的人道主义物资援助，包括食品、生活必需品。在3月21日，中国红十字会再次向乌克兰提供了1000万元人民币的物资援助。
3月8日，习近平在同法国总统埃马纽埃尔·马克龙和德国总理奥拉夫·朔尔茨视频会议中表示，中国对欧洲大陆重燃战火深感痛惜，并呼吁这三个国家推动俄罗斯和乌克兰之间的和平谈判。会谈过程中，习近平提出“四个应该”基本主张：各国主权、领土完整都应该得到尊重，联合国宪章宗旨和原则都应该得到遵守，各国合理安全关切都应该得到重视，一切有利于和平解决危机的努力都应该得到支持。
3月14日，中國駐烏克蘭大使范先榮表示，中國永不會攻擊烏克蘭，並稱讚烏克蘭人民在戰爭中堅韌不拔。3月17日，中國外交部发言人赵立坚表示支持中國駐烏大使的表态。
3月15日，中国驻美国大使秦刚在华盛顿邮报撰文称“俄罗斯和乌克兰之间的冲突对中国不利”，“主权必须尊重包括乌克兰在内的所有国家的领土完整；必须认真对待所有国家的正当安全关切”，“一些美国官员所说的针对中国实体和企业的威胁是不可接受的”。
3月18日，习近平和美国总统乔·拜登举行长达两个小时的视频会议，习近平在会谈中表示乌克兰危机不是他愿意看到的，国家关系不能走到兵戎相向这一步，冲突对抗不符合任何人的利益，国际社会应珍惜和平與安全，并重申中国会“从事情本身的是非曲直出发，独立自主作出判断，倡导维护国际法和公认的国际关系基本准则，坚持按照联合国宪章办事”，并表示应该以对话谈判的形式解决俄乌冲突。美国白宫在电话会议后对媒体表示，拜登曾警告习近平“如果中国向俄罗斯提供物质支持，将有严重后果”。
3月，據纽约时报的报道，在戰爭發生後，俄罗斯向中国提出希望中國能向其提供军事装备以及额外的经济援助。金融时报則表示中国表示愿意提供军事援助。中国和俄罗斯均对有关报道予以否认。除美國總統拜登外，欧盟和北約也表示，如果中國試圖向俄羅斯提供军事支援或幫助俄羅斯減少因制裁受到的影響，将面临严重后果。中国国防部表示中国並沒有向俄罗斯提供军事援助的計劃，而且中国事先也不清楚俄罗斯會進攻烏克蘭。
3月23日，联合国安理會未能通過一项由俄罗斯提出的有關烏克蘭人道主義問題的决议，中國投了贊成票，其他13个安理会成员都投了弃权票。
3月，美国準備聯合其他國家将俄羅斯从G20中除名，但中国政府表示反对這一計劃。
3月24日，中國外交部發言人汪文斌在例行记者会上表示，乌克兰应当成为东西方沟通的桥梁，而不应成为大国博弈的前沿。
3月30日，中国外交部部长王毅在例行记者会上表示，中俄合作争取和平无上限，维护安全无上限，反对霸权无上限。
4月2日，法新社报道称，对于欧盟警告中国对俄罗斯的支持会损害中欧经济关系，中国外交部门欧盟事务负责人王鲁彤则表示“我们没有做任何事情来故意规避对俄罗斯的制裁”，同时认为2022年俄羅斯入侵烏克蘭是“俄罗斯作出的独立决定”。
4月4日，乌克兰外交部长库列巴在与中国外交部长王毅通电话时表示，中国是伟大的国家，“乌方重视中方的国际影响和威望，愿同中方保持沟通，希望中方继续为停火止战发挥重要作用”，并感谢中方给予乌方人道主义援助。王毅对乌克兰协助撤侨表示感谢，欢迎俄乌和谈，并建立均衡、有效、可持续的欧洲安全机制。
4月5日，联合国安理会审议乌克兰提出的俄军在布查犯下杀害平民的罪行问题。中国常驻联合国代表张军表示，根据國際人道法，平民在武装冲突中应免遭任何形式的暴力，针对平民的袭击不可接受，也不应该发生。有关布查镇平民死亡的报道和画面令人十分不安，事件的相关情况和具体原因必须查清。任何指控都应基于事实，结论得出之前，各方应保持克制，避免无端指责。
4月8日，中共中央机关报《人民日报》的评论文章重申“对话而不对抗，结伴而不结盟”，但並未提及具體國家。
4月時SpaceX大亨馬斯克在接受金融時報採訪時，承認其在為烏克蘭提供星鏈時有收到來自中國政府的施壓——對方除明確不歡迎他在烏克蘭提供星鏈網絡，也要求他承諾不會也向中國境內提供同一服務。
5月12日，中华人民共和国在联合国人权理事会会议上投票反对一项旨在调查俄罗斯军队在基辅、切尔尼戈夫、哈尔科夫和苏梅等地附近战争罪嫌的决议草案。该决议草案最终以33票赞成、2票反对和12票弃权通过，另一张反对票来自厄立特里亚
7月22日，日本发布500页的年度国防白皮书警告称，俄罗斯对乌克兰的战争和中国大陆与台湾的紧张关系导致国家安全威胁不断升级。在专门讨论俄罗斯对乌克兰战争的篇章中称，俄罗斯在国际上对战争的孤立和疲劳可能会增加莫斯科与中国的政治和军事合作的重要性，中国和俄罗斯也正在加强涉及其军舰和军用飞机在日本周围的联合行动和演习。
9月8日，全国人大常委會委員長栗戰書出訪俄羅斯時，向俄方政要表示，是美國和北約把俄羅斯逼到牆角，所以俄羅斯為了維護國家的核心利益採取了一些反擊。中方理解俄羅斯的所作所為，而且從不同的方面給予策應。
9月15日，由35个理事国组成的国际原子能机构理事会举行的闭门会议以26票赞成、2票反对和7票弃权的结果通过结束俄罗斯占领乌克兰扎波罗热核电站的决议。中国与俄罗斯在会议中投下反对票。當天俄罗斯总统普京表示俄羅斯方面理解中国对乌克兰战争的“疑问和担忧”。
9月16日，《纽约时报》引用美国官员消息称，战争爆发至今，中国没有向俄罗斯运送武器，这迫使莫斯科向伊朗和朝鲜购买军事装备，而且中國也没有帮助俄罗斯规避阻止其进口西方先进技术的西方制裁。
9月30日，美国和阿尔巴尼亚在联合国安理会共同发起呼吁谴责俄罗斯吞并顿涅茨克、卢甘斯克、赫尔松和扎波罗热地区，并要求俄罗斯立即停止对乌克兰的全面非法入侵和无条件地从乌克兰撤出所有军队的投票决议。由15个国家组成的安理会成员在决议中以10票赞成，1票反对和4票弃权结果通过决议。中国与印度、巴西和加蓬一同投下弃权票。
11月13日，中國國務院總理李克強出席東協峰會時強調了主權的重要性、以核武當作威脅的不負責任態度，以及應該確保核武不會照某些人的建議被使用。
11月14日，联合国大会批准由乌克兰与大约50个国家共同起草，要求俄罗斯为入侵乌克兰的行为负责，并建立一个国际机制，以赔偿因俄罗斯对乌克兰的不法行为而造成的损失的决议。决议结果以获到94个国家投下赞成票，14个国家投了反对票，另有73国家弃权。投下反对票的国家包括俄罗斯、白俄罗斯、叙利亚、伊朗、津巴布韦、古巴、厄立特里亚和中国。
11月16日，在2022年二十國集團峇里島峰會上，除俄罗斯外的19个G20国家以及欧盟的领导人发表一份G20集团共同声明，“以最强烈的方式”对俄罗斯在乌克兰发动的军事行动“深表惋惜”，要求莫斯科无条件撤军，并称国际法必须得到坚持，威胁使用核武器则不能被接受；参与这一联署的国家包括了中国，据美国之音报道，在此之前“已经有迹象显示北京因为它在乌克兰战争问题上的立场而受到越来越大的压力，并因此越来越少的公开支持俄罗斯对乌战争”。稍后在泰国举行的APEC峰会上，通过的领导人宣言中直接谴责了俄罗斯对乌克兰的入侵，中国官方在刊登宣言摘要时，将谴责俄罗斯的内容摘入其中。
2022年12月16日，联合国大会通过关于「暂时被占领的克里米亚自治共和国和乌克兰塞瓦斯托波尔市的人权状况」的决议。决议要求谴责煽动对乌克兰和乌克兰人的仇恨以及散布虚假信息，这为俄罗斯联邦对乌克兰的侵略辩护，谴责克里米亚前所未有的任意拘留浪潮、强迫流离失所者进出克里米亚、强迫失踪以及针对流离失所者的过滤程序。决议概委也要求俄罗斯停止克里米亚居民的侵犯人权和违反国际人道主义法的行为。该决议也提醒所有国家和国际组织，有必要称在俄罗斯在克里米亚的代表为「俄罗斯的占领国」。决议结果以82个国家赞成，14个国家反对，80个国家弃权下成功通过。中国与白俄罗斯、古巴、朝鲜、厄立特里亚、埃塞俄比亚、伊朗、哈萨克斯坦、马里、尼加拉瓜、俄罗斯、苏丹、叙利亚、津巴布韦一同投下了反对票。

#### 2023年
2023年2月4日，《华尔街日报》报道称，尽管西方对俄罗斯军事采购和出口管制实施了大规模的制裁，但俄罗斯仍在继续获取与乌克兰对抗所需的技术，它们主要由中国国防公司提供给俄罗斯军队。报导引述了非营利组织C4ADS研究了2022年俄罗斯海关登记的84,000多批货物的数据，这些记录包含俄罗斯军队在乌克兰战争中直接使用的武器零部件出口示例。在中国运往俄罗斯的数万件军民两用物品中，有雷达干扰装置、导航设备和战斗机备件等，而收件人是被列入制裁名单的俄罗斯国防公司。
2月21日，中國外交部部長秦刚表示，中方对冲突不断加剧甚至导致失控深感忧虑，中方将继续劝和促谈，与国际社会一道共同推动对话协商，解决各方关切，谋求共同安全。同时中方敦促有关国家立即停止拱火浇油，停止向中国甩锅推责，停止鼓噪“今日乌克兰，明日台湾”。次日，中國外交部發言人汪文斌要求北约停止对中方在乌克兰问题上的无端猜测抹黑。
2023年2月23日，联合国大会以压倒性多数通过一项要求俄罗斯联邦立即、彻底、无条件地将其所有军事力量从乌克兰国际公认边界内的领土撤出，并呼吁停止敌对行动的决议。决议草案获得141个会员国的赞成票，仅7票反对，另有32个国家弃权下，以超过总投票数的三分之二获得通过。投下弃权的国家包含中国、印度、巴基斯坦、古巴等。
2023年2月24日，中國外交部發布了《關於政治解決烏克蘭危機的中國立場》，其中包含12點立場聲明，包括尊重主权、停火止戰、啟動和談、保护平民、反对核战争等。声明没有对俄罗斯作出任何谴责，未提俄罗斯撤军，未提战争赔款和惩罚战犯，也未提要如何确保乌克兰的领土主权完整，聲明强调俄罗斯的安全要得到关注，並譴責单边制裁。
2月25日，G20财长会议在印度闭幕，由于中国反对在文件中提及乌克兰战争，致使会议结束时未能发表共同声明。
2023年3月7日，中國外交部長秦剛表示，美方在乌克兰问题上谈尊重主权和领土完整，却在中国的台湾问题上不尊重中国的主权和领土完整。美國一边要求中方不向俄罗斯提供武器，一边却长期向台湾售武。乌克兰驻日大使随后批评秦刚把中国提供武器给侵略者的俄罗斯跟美国提供武器给捍卫自身领土的台湾两者相提并论「绝对是不可以接受的」。
2023年3月16日，中國國務委員兼外交部長秦剛與烏克蘭外交部長庫列巴通電話。秦剛呼籲俄烏雙方盡快重啟和平談判。中国外交部声明称，庫列巴認為中國是烏克蘭在經貿上重要的合作夥伴，烏方感謝中方提供的人道援助。庫列巴随后接受《BBC》采访时，认为中国目前还沒准备好向俄罗斯提供武器。他也表示北京官方至今依反对中国领导人习近平与乌克兰总统泽连斯基直接接触。他也提及，当乌克兰在建立未来的外交关系时，会考虑让那些在这场战争中表现糟糕、对乌克兰态度恶劣的国家，在未来付出代价。

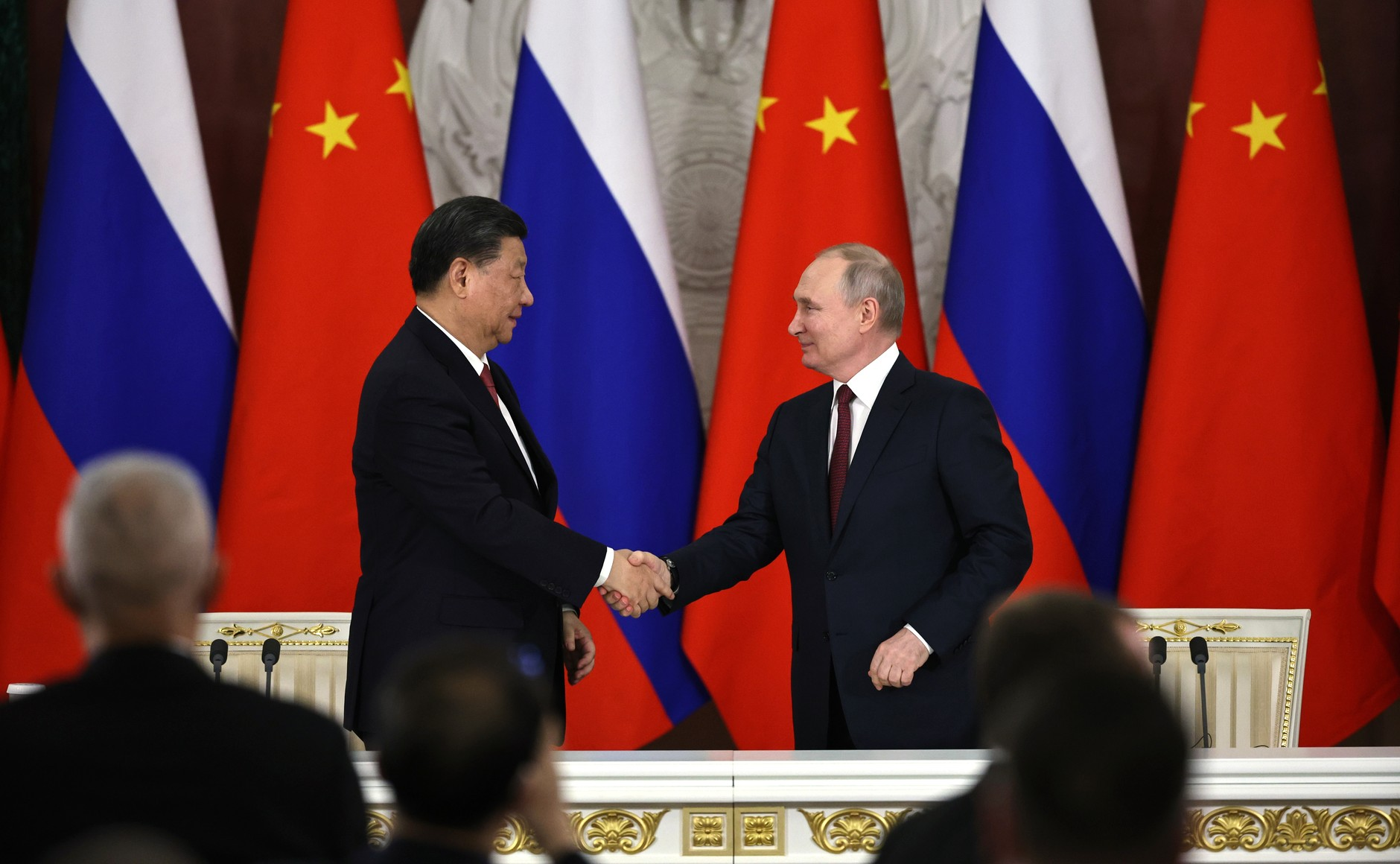
中國領導人習近平在2023年3月到訪俄羅斯與俄羅斯總統普京會談

2023年3月20日，中共中央总书记习近平乘专机抵达莫斯科，开始对俄罗斯进行国事访问。21日，习近平在克里姆林宫同俄罗斯总统普京共同签署并发表《中华人民共和国和俄罗斯联邦关于深化新时代全面战略协作伙伴关系的联合声明》。双方指出，解决乌克兰危机必须尊重各国合理安全关切并防止形成阵营对抗，拱火浇油。双方强调，负责任的对话是稳步解决问题的最佳途径。就俄方重申致力於盡快重啟和談，中方對此表示讚賞。
2023年3月22日，《纽约时报》引述俄罗斯官方海关数据报导指出，自俄罗斯入侵乌克兰以来的一年里，中国已向俄罗斯出售了价值超过1200万美元的无人机和无人机部件。其中提及，尽管中国科技企业大疆创新宣称自2022年4月16日以来没有直接向俄罗斯销售产品，并停止向俄罗斯和乌克兰发货，但依然发现有许多中国小型公司的无人机及其零部件正通过小型中间商和出口商继续稳步进入俄罗斯市场，然后被送到乌克兰境内的俄罗斯武装部队。由于供应网络广泛，出口数据中货物描述模糊，很难发现其中的违规行为。乌克兰几名军事专家对此分析，他们一致认为不排除中国可能会向俄罗斯提供某些武器这种可能性，而最有可能的是关于高精度武器的部件。中国会愿意提供对俄罗斯来说有用的东西，但并没有被国际机构认为是在帮助俄罗斯的战争机器，例如在微芯片和微电路方面帮助俄罗斯。中国不会向俄罗斯提供弹道导弹和技术，但会提供一些可以成为替代品的中国制造部件。
2023年3月26日，兩名烏克蘭劍擊運動員在南京舉行的一場活動中被阻止展示反戰抗議橫額。中國外交部發言人毛寧對提問的記者表示，「我不了解你說的具體情況。作為原則，我們一貫反對將體育政治化。」
2023年4月初，中国驻欧盟总部布鲁塞尔大使傅聪表示，中国没有站在俄罗斯一边，中俄友谊无上限的说法只是一个修辞手段。中国政府不承认俄罗斯对乌克兰领土包括克里米亚的吞并。中國也沒有打算提供武器給俄羅斯。中方主張停止衝突、拯救生命。乌克兰政治观察家弗拉基米尔·费申科（Volodymyr Fesenko）对此置评「没有必要从这个声明（傅聪的声明 ）得出大的结论，因为这不是中国驻俄罗斯大使说的，也不是负责外交政策的王毅说的，更重要的是，习近平没有说过那样的话」。费申科介绍称，该声明主要是在欧盟委员会主席乌尔苏拉·冯德莱恩和法国总统埃马纽埃尔·马克龙访华前夕向他们发表的，这意味着北京愿意与欧盟对话，而不是反对西方。费申科指出，傅聪的声明只是意味着两国之间没有军事联盟，仅此而已。
2023年4月6日下午，习近平同法国总统马克龙举行会谈后共同会见记者。习近平表示，中方愿同法方一道呼吁尽快重启和谈。
紐約時報報導稱自俄羅斯入侵烏克蘭以來，共有近70家中國出口商向俄羅斯出售了26個不同品牌的中國無人機，總值逾1200萬美元。2023年4月19日，中國商務部否認相關指控，並指責美國附和少數西方媒體散佈虛假信息，對中國企業造謠抹黑。
2023年4月26日，習近平與烏克蘭總統弗拉基米爾·澤連斯基通電話，為2022年俄羅斯入侵烏克蘭以來二人首次通話。習近平表示中方既不会隔岸观火也不会拱火浇油，而且中方將派中國政府歐亞事務特別代表李辉赴烏克蘭等國訪問。同日，泽连斯基任命新任乌克兰驻华大使帕夫洛·里亚比金。
2023年5月15日，中国政府欧亚事务特别代表李辉启程访乌克兰、俄罗斯和其他欧洲国家，就政治解决乌克兰危机与各方进行沟通。華爾街日報引述匿名西方官员宣称，中國歐亞事務代表李輝訪問歐盟總部、烏克蘭、波蘭、法國與德國期間，要求俄烏雙方停火，阻止俄烏衝突蔓延，等于讓俄羅斯管理現在佔領的烏克蘭國土，並敦促歐洲在經濟上應該將中國視為美國以外的選項。有西方官員批評，中國的倡議意味烏方無法奪回被俄方侵佔的領土，由於中俄關係密切，質疑中國能否有效擔任調解俄烏戰爭的角色。乌克兰外交部长库列巴、中國外交部發言人毛寧駁斥，強調「沒有任何國家表示李輝特別代表做了《華爾街日報》報導中所做的表述」。
2023年6月9日，中國領導人習近平與南非總統西里爾·拉馬福薩通電話時表示中方在乌克兰危机上一贯主張劝和促谈。中方希望各方为通过对话解决危机积累有利条件。
2023年6月，中华人民共和国驻欧盟使团团长傅聪表示，中國支持乌克兰收回1991年领土完整的目标，其中包括克里米亚。不過这些都是历史问题，需要俄罗斯和乌克兰通過谈判解决。不過中國外交部發言人毛寧在例行記者會上，沒有承認傅聰關於中國可以支持烏克蘭收復被俄羅斯佔領地區的表述。
2023年7月20日，针对中国驻敖德萨总领事馆在俄军炮击中遭损的事件，中国外交部仅表示“密切关注有关动向，继续同有关方面保持沟通，采取一切必要措施维护中国在乌机构及人员安全”，未向俄罗斯发出严正交涉。
2023年8月5日至6日，中国参加了来自各国的高级官员在沙特阿拉伯举行的、排除俄罗斯的俄乌战争会谈。西方官员和分析人士表示，沙特阿拉伯的外交在确保中国出席会谈方面发挥了重要作用。
2023年12月21日，中国外交部发言人汪文斌表示反對乌克兰把中国相关企业列入“国际战争赞助商”名单。

#### 2024年
2024年1月31日，中国国防部长董军在与俄罗斯国防部长谢尔盖·绍伊古会谈时表态“中国支持俄罗斯在乌克兰的问题”。据俄罗斯国防部新闻公布董军的谈话內容，他表示，“我们理解这一切并关心俄罗斯的福利，我们坚定支持稳定，我们在乌克兰问题上向你们提供了支持”。乌克兰驻华媒体随着在中国外交部发言人汪文斌的例行记者会上，就有关「涉嫌在乌克兰问题上支持俄羅斯」的信息，要求后者表明立场。
2024年2月底3月初，中國歐亞大陸特使李輝訪問俄羅斯、烏克蘭和歐盟總部。5月3日至9日，中国政府欧亚事务特别代表李辉开展第三轮烏克蘭危機穿梭外交，先后访问土耳其、埃及、沙特和阿联酋。
2024年5月23日，巴西和中国共同呼吁通过对话谈判解决乌克兰危机。
2024年7月24日，乌克兰外交部长德米特罗·库列巴与中共中央政治局委员兼中共中央外事办主任王毅在广州举行了超过三小时的会谈。6天后，乌克兰外交部发言人赫奥希·蒂希伊 (Heorhiy Tykhiy) 对中方释出的几个错误意图和信息加以驳斥，当中包括中方对乌克兰与台湾的声明、乌克兰关注中国援助朝鲜与俄罗斯的情况。

#### 2025年
1月16日，中国常驻联合国副代表耿爽在联合国安理会重申中国的和平立场，并反驳美国的“中国掩护俄罗斯论”：
今天我可以说得更直白一些。第一，如果中国真的向俄罗斯提供军事补给，战场的局势就不会是今天这个样子了；第二，如果中国真的向俄罗斯提供政治掩护，我们就不会在公开场合反复强调尊重各国主权与领土完整、遵守联合国宪章宗旨和原则；第三，如果中国真的不希望战争早日结束，我们就不会派遣特别代表多次开展穿梭外交，也不会同“全球南方”国家一道发起成立乌克兰危机“和平之友”小组。
2月24日，在中共中央总书记习近平与俄罗斯总统普京通电话之中，普京介绍了俄美接触最新情况和俄方在乌克兰危机问题上的原则立场，习近平表示：
乌克兰危机全面升级之初，我就提出解决危机的“四个应该”等基本主张。去年9月，中国同巴西一道会同部分全球南方国家成立乌克兰危机“和平之友”小组，为推动危机政治解决营造氛围、积累条件。中方乐见俄罗斯及有关各方为化解危机作出积极努力。
3月7日，在十四届全国人大三次会议外交主题记者会中，中共中央政治局委员兼中共中央外事办主任王毅表示：
中方从危机爆发第一天开始就主张谈判，寻求政治解决，我们就在为和平奔走，为促谈而努力。中方欢迎并支持一切致力于和平的努力，同时也要看到这场危机根源错综复杂，冰冻三尺非一日之寒，消融化解也非一日之功，但冲突无法有赢家，和平不会有输家，谈判桌是冲突的终点，也是和平的起点。各方立场虽然不尽一致，但是大家都希望达成一个公平、持久、有约束力，并被各当事方所接受的和平协议，这是应当共同努力的目标。中方愿意根据当事方的意愿，同国际社会一道，为最终化解危机实现持久和平来继续发挥我们建设性的作用。乌克兰危机延宕超过三年了，回过头来看，这场悲剧本可避免，各方应当从危机当中汲取教训，安全是相互的，也是同等的，一国的安全不能建立在别国的不安全之上，还是要倡导并践行共同、综合、合作可持续的新安全观，这样才能真正实现欧亚大陆乃至世界的长治和久安。
7月2日，中國外交部部長王毅向歐洲聯盟委員會副主席卡娅·卡拉斯表示，中国政府无法承受俄罗斯在乌克兰的失利，因为中国担心一旦這樣美国会将全部注意力转移到中國身上。

### 中国官方对乌克兰主权的表态
| 场合                          | 提问 | 回应                                  |
| ----------------------------- | --- | ------------------------------------- |
| 2022年2月24日外交部例行记者会 | 路透社记者： 中方是否认为乌克兰是一个主权国家？                                                             | 发言人华春莹： 乌克兰当然是主权国家。 |
| 2022年2月25日外交部例行记者会 | 西班牙《阿贝赛报》记者： 中国是否认为俄罗斯在乌克兰的军事存在是干涉乌内政？中方是否仍认为乌克兰是主权国家？ | 汪文斌： 乌克兰当然是一个主权国家。   |

| 场合                          | 提问 | 回应 |
| ----------------------------- | --- | --- |
| 2022年2月28日外交部例行记者会 | 法新社记者： 上周，中国外交部说乌克兰是主权国家。那么，中方是否认为乌克兰政府是合法政府？如果是，中国是否呼吁俄罗斯尊重乌克兰民选政府？                                                           | 汪文斌： 各国主权和领土完整都应当得到尊重和维护，联合国宪章宗旨及原则都应当得到共同维护，这是中方一贯秉持的原则，也是各国都应该坚持的国际关系基本准则。 |
| 2022年3月25日外交部例行记者会 | 澎湃新闻记者： 24日，北约峰会发表联合声明，呼吁包括中国在内的所有国家维护国际秩序，包括《联合国宪章》中的维护主权和领土完整原则，避免对俄战争行为予以任何支持或帮助俄规避制裁。中方对此有何评论？ | 汪文斌： 乌克兰的主权、安全应当得到维护，俄罗斯的合理安全关切同样应当得到尊重。                                                                         |

## 民间情况
有觀點認為中國大陸民間舆论在戰爭爆發后，总体上支持俄罗斯入侵烏克蘭，并認同普京的立场。有本地民眾認為，这是由於反美情绪的興起和官方的輿論引導。民間輿論同樣存在反对战争或支持乌克兰的声音，部分被删除或受到攻击。
据美国之音报道，俄乌战争爆发初期，中國大陆社交媒體出現了大量爭議性言論，加上當局實施网络言論管控，外界認為這導致了中國大陆輿論場的撕裂與對立。一方面，不少言论支持俄羅斯，認同俄羅斯對於國家安全的關切并质疑乌克兰自身问题，如新纳粹主义，同時认为北約不断东扩恶化了俄烏局勢，從而支持俄羅斯對烏克蘭“去军事化”“去纳粹化”，并且讚揚俄羅斯總統普京，认为他是敢于挑战西方的英雄人物；據報俄羅斯駐華大使館收到大量中國大陆民眾的支持信，祝願俄羅斯強大並取得勝利。另一方面，有聲音反對戰爭，例如公衆人物金星、袁立，柯蓝以及多名來自北京大學、清華大學等高校的教授和校友都曾公開表示反戰，但這類言論遭到部分網民批評，並被中國大陸社交平台屏蔽或刪除；也有部分網民援引俄羅斯侵佔中國領土的歷史來質疑鼓吹戰爭的言論。儘管輿論分歧，不少報導都認為「挺俄」言論佔據了中國大陸的輿論主流。
此外，中國大陸輿論場中也存在低俗言論，例如不少網民用“收留烏克蘭美女”調侃戰爭，一度演變成網絡梗（哏）。有观点指出，尽管世界上不少国家舆论场都有类似声音，但只有中国大陆的这类言論被集中翻譯並傳播，引發了烏克蘭的反華浪潮，危及當地華人的安全；更有網民借俄烏戰事鼓吹武力統一台灣。就此，有中國大陆官媒呼籲民眾對戰爭理性發言，勿做隔岸觀火的低俗看客。
2月26日，五位中国大陆历史学家联署公开信反对入侵，称“历史上的重大灾难往往始于局部冲突”。这封信在发布三个小时后被从互联网上删除。
俄乌局势升温的同时，西方国家政府及媒體开始在微博、Bilibili等中國大陸社交媒体上发布本国外交政策和相关言论，包括俄罗斯、乌克兰、英国、美国等国家均在新浪微博上发表有关乌克兰局势的态度。对此，环球时报刊发评论指，美国等西方国家的政府、社会乃至个人透过集中在中国互联网发声，已经在中国网络空间打响“认知战”。3月7日，中国共青团发文称，有“台湾1450网军”渗透到此次“认知战”当中，挑撥中烏關係，製造中國支持俄羅斯的假象。

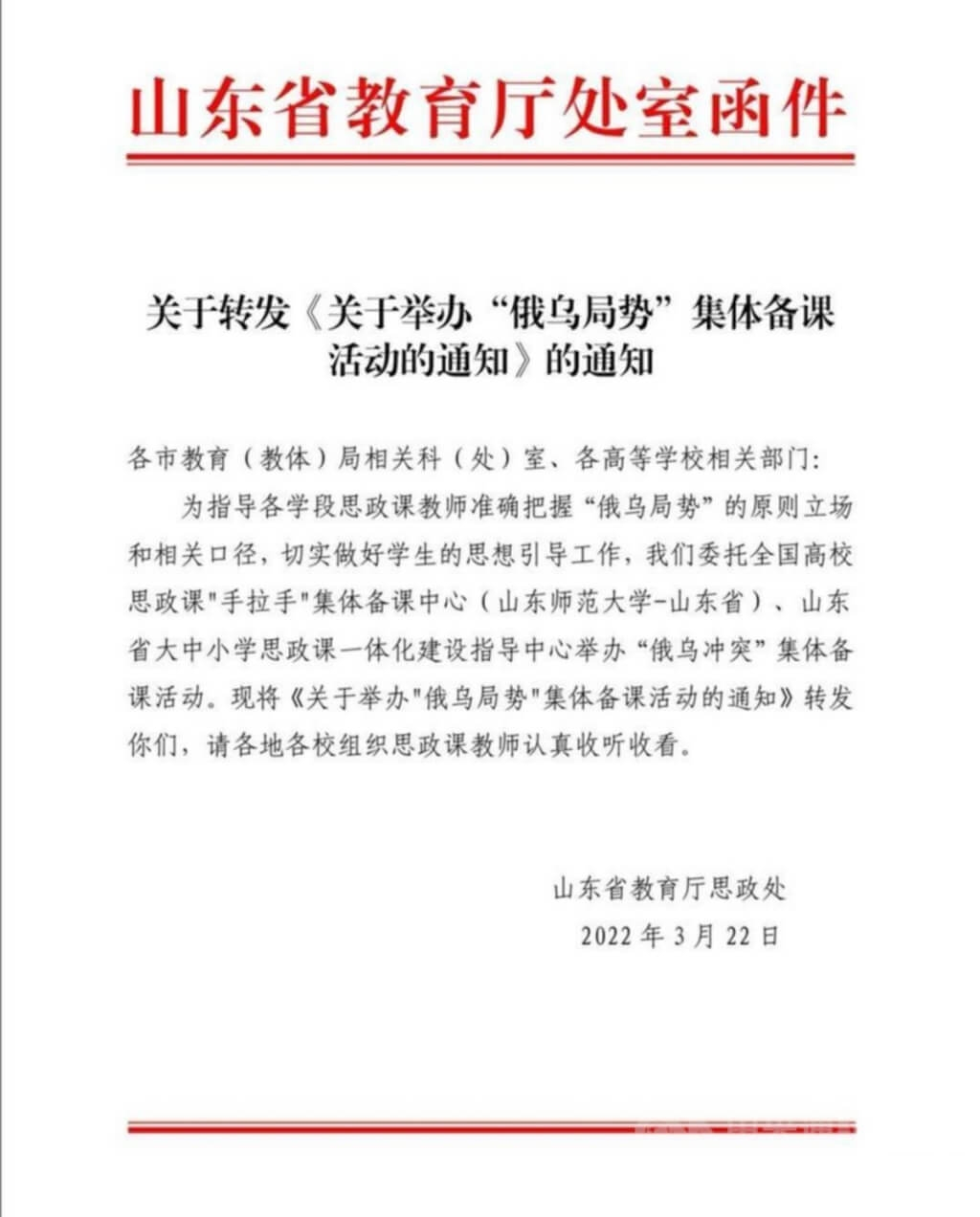
山东省教育厅处室函件 关于转发《关于举办“俄乌局势”集体备课活动的通知》的通知

4月5日，中国一些省市的学校举办“手拉手线上集体备课活动”，指导思想政治課教師，把握俄烏戰爭的立場口徑，引导学生认同俄烏戰爭是在西方冷戰思維下北約東擴所致，不能簡單用「正義和非正義作判斷」。4月6日，紐約時報认为，中国存在引导民间舆论支持俄罗斯的現象，但可能只是为自身利益而放大敌对西方的情绪。
5月10日，中国驻乌克兰前大使高玉生在一场研究会上分析俄乌战争走势及对国际秩序影响，表示俄罗斯的战败仅是时间问题，前蘇聯國家將出現新一波「去俄化」趨勢。原文刊出后不久被刪除。
2023年11月29日，俄軍中的中國籍男子趙睿在扎波羅熱州參加戰鬥時受傷陣亡，成為第一名在俄烏戰場陣亡的中國籍士兵。
2024年9月3日，乌克兰驻日本大使谢尔盖·科尔孙斯基贴文称参拜了靖国神社，因正值中国抗日战争胜利纪念日，引起了中国民间舆论的强烈不满，甚至有观点认为中国不应在俄乌问题上继续保持中立。一天后贴文被删除。

## 媒体
英国广播公司、美国有线电视新闻网认为，在中國大陸社群媒體引領話題的大多是官方媒體，包括環球網、央視新聞、環球時報、人民日報等。在俄羅斯全面入侵烏克蘭前兩日，《新京报》所属國際栏目「世面」疑似不慎將有关乌克兰冲突相关内容的审查准则内部通告當成新闻稿在新浪微博公开發布，其中要求限制發布「對俄不利」和「親西方」的內容；同日，環球網的一篇报道一度称顿涅茨克和卢甘斯克为“两国”，其後該報道被删除，中國大陸傳媒統一稱呼兩地為「地區」；俄罗斯对乌克兰采取军事行动当天，共青團中央在影音平台bilibili官方帐号发布视频，内容为二战前夕流传于苏联的爱国歌曲《喀秋莎》中文普通话版，此举被《端传媒》解读為「娛樂化」戰爭。
中國大陸對俄羅斯入侵烏克蘭的新闻出现一定数量的虚假信息。根据美国政治新闻网报道，俄罗斯“可能”将于2月16日对乌克兰进行入侵，但是中國大陸方面的报道重点强调日期，并淡化或忽略新闻中的“可能”一词，以此宣传称美方是在故意制造关于俄罗斯入侵的谣言与恐慌。
2022年3月2日，中國環球電視網发布一篇英文文章，认为由于美国没有遵守布达佩斯备忘录，所以美国没有提供安全保证，最终导致乌克兰危机。此后，新华社认为，美国对乌克兰输送武器是破坏和谈的算计。
2022年4月中旬，人民日报下属时政刊物《环球人物》发表评论员文章。文章认为，美国等西方国家在俄乌局势最需要抽薪止沸时“热火烹油、双向挤压”，而要求“中国谴责俄罗斯”的观点是“道德绑架”。
德国之声、美国有限电视新闻网等媒体认为，中国大陸媒体在相关的报道中避免使用「侵略」「攻擊」等词汇，並在選材上偏重俄羅斯官方、忽略烏克蘭官方，同時煽動反美情緒。《华尔街日报》认为，中国大陸官媒在對俄烏衝突報道時保持克制，这表明政府在立场上比較谨慎。法國國際廣播電台認為，中國虽然不谴责俄羅斯入侵、未曾鼓励中国人聲援乌克兰人，但也没有公开支持俄罗斯。自由亚洲电台指出，中华人民共和国曾经与乌克兰签署过多份安全保证联合声明，尊重乌克兰的獨立、主權和領土完整，但俄羅斯入侵烏克蘭時卻沒有譴責。
2022年3月4日，中國中央電視台對北京2022冬殘奧會開幕式進行了實況轉播，期間國際殘奧委會主席安德鲁·帕森斯以英語致詞時談及俄烏局勢，強烈譴責戰爭並呼籲和平，但中國中央電視台對這段發言進行了消音處理，並且未有完整翻譯，他为20名出场的乌克兰运动员鼓掌和呼吁和平的镜头也被替换；國際殘奧委會認為這存在審查，要求中國中央電視台作解釋。但中國中央電視台没有对此作出答复。
截至2022年3月初，凤凰卫视记者卢宇光是唯一一位驻扎在俄罗斯前线部队的外国记者。
布恰大屠殺發生後，有观点认为中国大陸官方媒体报道时较为偏袒俄羅斯。4月5日，中國中央電視台中文國際頻道引述俄羅斯外交部長謝爾蓋·維克托羅維奇·拉夫羅夫的发言，稱布恰大屠殺是一起假新聞，烏克蘭和西方散步虛假訊息是出於反俄目的。有中國大陸媒體選擇性報道了烏克蘭總統弗拉基米爾·澤連斯基視察布恰大屠殺現場，現場的慘狀和現場居民的哭訴均沒有報道。環球網指出，“布查屠殺”是外界的「炒作」，美國也參與了事件炒作。截至4月6日，新華社，人民日報等其他官媒均沒有對布恰大屠殺做詳細報道。而央視海外版平衡報導，CGTN前往罹難者現場並拍攝，提及中方外交部的說法稱支持完整的調查，并引用烏克蘭總統澤倫斯基的看法。
澎湃新闻的“明查”一栏设有“俄乌战争”专区，已经核查部分关于俄乌局势的传言。

## 俄罗斯对华表态
2022年4月30日，俄罗斯外交部长谢尔盖·拉夫罗夫接受新华社专访，感谢中国以及其他金砖国家伙伴在乌克兰问题上保持中立，并指责“基辅政权的西方支持者们的好战言论和煽动性行动”阻碍了俄乌谈判。
俄罗斯多次表示中国在乌克兰问题上支持俄罗斯，而中国在相关方面的官方通稿及报道均表态中立，例如2022年6月15日习近平与普京通话以及同年9月栗战书访俄的报道。
俄罗斯也表示，在战争爆发后，俄罗斯与中国依然保持密切的关系。2023年2月2日，俄罗斯外交部长拉夫罗夫接受《俄罗斯卫星通讯社》专访时形容，俄罗斯与中国的关系优于传统的军事同盟，既没有限制或界限，也没有禁忌话题。
2023年2月22日，俄罗斯总统普京在莫斯科会见到访的中共中央政治局委员兼中共中央外事办公室主任王毅时称，看好两国的友好关系，认为俄中关系发展到「新的境界」，双边贸易好于预期。普京告诉王毅，俄罗斯已经同意中共中央总书记习近平对俄罗斯的访问，只等待双方就此达成共识。俄罗斯《塔斯社》援引王毅的话称，王毅曾与俄罗斯外长拉夫罗夫单独会晤，称中国将「坚定坚持客观公正立场，为政治解决乌克兰危机发挥建设性作用」。但在双方的声明中，俄罗斯外交部表示拉夫罗夫和王毅没有讨论近期中国提出针对乌克兰的和平计划，中方发布的新闻稿中通篇未提习近平将访问俄罗斯之事。
2月24日，俄罗斯外交部首次对中国的和平提议表态。发言人玛丽亚·扎哈罗娃称，俄罗斯赞同北京政府的想法，愿意通过政治和外交手段实现和平的目标，但首要条件是「终止向乌克兰供应西方武器和雇佣军、乌克兰恢复中立的不结盟地位、承认俄罗斯占领的领土现实，乌克兰非军事化和去纳粹化，取消所有制裁并撤回对俄罗斯的所有诉讼」。
2月25日，G20财长会议在印度闭幕，由于俄罗斯与中国反对在文件中提及乌克兰战争，致使会议结束时未能发表共同声明。
2月26日，俄罗斯杜马代表兼独联体事务委员会主席列昂尼德·卡拉什尼科夫接受Ypa.py访问时表示，在欧洲包围制裁之下，俄罗斯、白俄罗斯和中国已经开始形成一个反对西方的联盟，而这些迹象已经初具规模，在联合国和其他各种国际组织的投票中，俄罗斯与中国已经相互支持好几年了。他预见中国迟早会与俄罗斯形成一个共同体。
3月21日，普京與訪問俄羅斯的習近平於莫斯科克里姆林宮共同签署并发表《中华人民共和国和俄罗斯联邦关于深化新时代全面战略协作伙伴关系的联合声明》。俄方積極評價中方在烏克蘭問題上的客觀公正立場。俄方歡迎中方為通過政治外交途徑解決烏克蘭危機發揮積極作用，歡迎《關於政治解決烏克蘭危機的中國立場》文件中闡述的建設性主張。
4月4日，拉夫罗夫宣布准备与中国外交部长秦刚会面的计划表示，莫斯科和北京有一种天然的战友情谊，准备肩并肩地捍卫彼此的根本利益。他强调，在塑造基于国际法和联合国核心作用的、更加公正、平衡、多中心的世界秩序方面，俄中合作发挥着至关重要的作用。他也注意到了习近平于3月20日至22日对俄罗斯进行国事访问，并对此表示说「这是俄中关系现代史上最重要的里程碑，证明双边合作达到前所未有的水平，极其特殊。」
4月5日，针对中国驻欧盟大使傅聪向《纽约时报》表示「中俄友谊无上限的说法只是一个修辞手段」，俄罗斯总统新闻秘书德米特里·佩斯科夫作出回应，俄中关系的真实水平反映在双方通过的文件中，它们的整个背景都已在通过的两份签名声明中列出。佩斯科夫指的两份文件分别是2022年2月初俄罗斯总统普京访华后签署的联合声明，当中提及俄中友谊「没有国界」，合作「没有禁区」，各方深切关注「国际安全领域面临的挑战」，反对「北约东扩」，呼吁「摒弃冷战时代的做法」，以及2023年3月，习近平来到莫斯科同俄罗斯总统举行会谈后发表的联合声明，强调两国个人关系和国家间关系的独特性，并签署了两份关于发展国家间伙伴关系的联合文件。
4月7日，佩斯科夫表示，在习近平与马克龙会谈后，俄罗斯对中国是否会改变对乌克兰立场持怀疑态度。他在当日的例行谈话中向媒体表示，克里姆林宫一直在关注关于习近平和马克龙在北京会谈的报道。对于俄罗斯来说，这些是非常重要的接触，因此俄罗斯当然会关注此事的所有进展。同时俄罗斯与中国有着自己的关系，这些关系非常丰富，这些也是主要关注的。当被问及中国是否会在会谈后改变对战争的立场时，佩斯科夫回答说，「中国是一个非常严肃的大国，拥有主权地位和坚定立场，不是一个在外部影响下如此迅速改变立场的国家」。车里雅宾斯克州州长阿列克谢·泰克斯勒在中国山东省地区进行工作访问期间宣布， 俄罗斯和中国正透过加强地区间关系，使共同面向未来的战略伙伴关系和互信关系达到一个新的水平。
4月26日，俄罗斯外交部就习近平同泽连斯基通电话发表评论。发言人玛丽亚·扎哈罗娃表示，俄罗斯积极评价中国为推进俄罗斯联邦和乌克兰之间的谈判所做的努力，但由于基辅政权的立场与俄方不合而未能实行。玛丽亚·扎哈罗娃指出，中国外交部2月24日发布的相关立场文件，与俄罗斯的立场着有广泛的一致性。她指责，乌克兰和西方国家反对任何旨在通过政治外交手段解决乌克兰危机的举措，还提出明显不切实际的要求。
4月27日，佩斯科夫对泽连斯基与习近平的电话交谈发表评论。佩斯科夫表示，俄罗斯已经准备好能够使乌克兰冲突更接近结束和俄罗斯实现其所有目标的事情。至于沟通（泽连斯基与习近平的通话）的事实本身，这是每个国家的主权事务，是他们双边对话的问题。佩斯科夫也表示，克里姆林宫已知道乌克兰的「和平方案」和中国「和平计划」已经找到共同点。他表示「这些信息已由泽连斯基和我们的中国伙伴反复概述，这些计划的所有主要参数都已经公开宣布」。同时，他澄清说，习近平在3月访问莫斯科与俄罗斯总统普京交谈时，双方并没有讨论乌克兰在“1991年边界”内的领土完整问题。
法国国际广播电台转述乌克兰媒体称，俄财长10月16日承认“（我们的）无人机大部分都来自中华人民共和国”。

## 烏克蘭對華表態
2022年4月30日，乌克兰外交部长德米特罗·库列巴接受新华社专访时，对中国政府支持乌克兰领土完整、中国红十字会的捐助表示感谢，并希望中国也能呼吁俄罗斯停火，對此，南京大学国际关系学院院长朱锋认为，库列巴的表态显示乌克兰政府对中国在俄乌战争中扮演的角色抱有期待。
5月26日，乌克兰总统弗拉基米尔·泽连斯基表示：“在这场战争爆发前，我们（乌克兰）与中国关系友好，我没看到中国采取不利乌克兰的行动，但很不幸地，我也没看见中国给予任何支持。这不只是我个人看法，乌克兰社会都没看到中国给予支持。”他认为乌克兰和中国有相当良好、长期的关系，他相信美国可以影响中国，接着影响俄罗斯。但是，针对中国是否会要求俄罗斯停战的问题，泽连斯基说，“他不确定。”但泽连斯基也表示，中国目前针对俄乌战争的立场，比任何协助俄罗斯的行为要好。乌克兰暂时相信，中国在乌克兰问题上正跟俄罗斯疏远，乌克兰满意这个立场。
6月7日，泽连斯基接受《金融时报》专访时表示，“（中国）这个泱泱大国能影响俄罗斯，结束这场战争，（乌克兰也应）确保中国不支持俄罗斯，这（对乌克兰）很重要。”他还表示自己理解中国与西方世界存在不同的利益。
6月13日，美国《华盛顿邮报》的评论版近日刊登一篇文章，宣称泽连斯基在香格里拉对话会上“呼吁国际社会支持台湾”。中国大陆官方媒体认定这是曲解，并夸赞泽连斯基“谨慎地回答了和台湾有关的问题”。
9月18日，泽连斯基表示，乌克兰目前对中国的中立政策感到满意。并称“中国选择了置身事外的政策。目前，乌克兰对这一政策感到满意。无论如何，这比帮助俄罗斯联邦要好。”
2023年2月8日，在习近平筹备访问莫斯科的背景下，中国驻欧盟大使傅聪发表批评「西方意图帮助乌克兰取得胜利相当于冲突可能升级」。对此，乌克兰最高拉达国际事务及议会合作委员会主席亞歷山大·梅列日科于2月10日在Twitter进行表态，指责中国之所以反对向被侵略和种族灭绝的乌克兰提供武器，是因为中国是站在侵略者俄罗斯一边的。
2月20日，泽连斯基警告中国，不要支持俄罗斯对乌克兰发动的战争，否则将引发世界大战。他表示對於乌克兰来说，重要的是中国不支持俄罗斯。雖然他希望中国站在烏克蘭这边。不过他也认为这不可能。而对于中国声称的乌克兰战争和平计划，泽连斯基表示完全不知道对方的计划，乌克兰外交界还表示中国没有任何关于结束乌克兰战争的议题咨询乌克兰。泽连斯基赞成中国与乌克兰之间举行会谈。自战争开始以来，乌克兰多次要求与中国对话。
2月23日，乌克兰外交部发言人奧列格·尼科連科要求中国停止传播「西方援助武器走私到欧洲和其他地区的犯罪集团手中」的宣传，敦促中国不要沦为俄罗斯的宣传工具。
2023年2月24日俄乌战争一周年，泽连斯基在记者会上表示不接受中国的和平计划，称中方的有关建议给他的印象很模糊，有些内容表示赞同，但有些表示质疑。他在评论中国方面的和平计划指出，该计划只是中国的一个想法，而不是对当前局势的思考，虽然中国开始谈论乌克兰战争是件好事，但另一个问题是这些话背后的含义。泽伦斯基说，他支持中国的一些观点，例如支持乌克兰领土完整的论点。然而，其中一些提议需要与中国政府进行更多讨论。泽连斯基也表示，他想相信中国会站在乌克兰公正和和平的一边，也很想相信中国不会向俄罗斯提供武器，这一点至关重要，并将尽一切努力防止这种情况发生。乌克兰人民公仆领导人大卫·阿拉卡米亚在电视节目上直接批评中国对乌克兰战争的和平计划提出了令人无法接受的立场。他直批该计划尽管宣布需要尊重每个国家的主权，但没有任何地方表明有必要从乌克兰边境撤军。他表示，鉴于中国在昨天的联合国大会上也对乌克兰和平方案投了弃权票，这具体暗示北京想要配合俄罗斯所谓的谈判。他指出，一切谈判的要点首先是俄罗斯必须以1991年边界以外的乌克兰领土上撤军，但中国的和平计划没有一条直接谈论战争和俄罗斯的侵略，还赞成取消对俄罗斯的制裁。乌克兰总统顾问米哈伊洛·波多利亚克指责中国的和平计划显然是一项投机行为，并指出中国似乎还假装不理解显而易见的事情，即战争发生在乌克兰领土上，这场战争没有挑起的理由，因为乌克兰没有攻击任何人；俄罗斯正在从其领土上炮击乌克兰的整个领土，这违反了国际法。德米特罗·库列巴在联合国会议上表示，中国的和平计划中关于解除对俄罗斯制裁的条款对乌克兰来说是不可接受的，因为这对乌克兰是一个重要的工具，并点评这是一份有趣的文件，应该从头到尾研究该文件并得出结论。
2023年3月21日，乌克兰最高拉达外交事务委员会主席亚历山大·德罗维奇就北约宣布看到有迹象表明，俄罗斯已经向中国请求提供致命武器，对中国可能向俄罗斯提供武器持保留态度。他表示，虽然提供武器给俄罗斯的风险很高，但问题在于不清楚中国会使用什么方式可以避免西方的制裁。因为如果有机会向俄罗斯提供武器，从而不导致对中国实施制裁，那么北京可能会去做。根据他的预测表示，乌克兰已预计中国可能会增加对俄罗斯的支持，因为北京将努力阻止其附庸国被击败，而制裁的威胁是阻止中国提供武器的唯一因素。亚历山大·德罗维奇补充说，中国有可能会想出办法，通过朝鲜和伊朗等第三国向俄罗斯提供军事技术援助，使其免受制裁威胁。
2023年3月22日，泽连斯基在推特批击俄罗斯使用20多架伊朗制无人机、导弹和无数炮击轰炸基辅以南的一个小镇和第聂伯罗地区，造成3死7伤。他讽刺性表示，不要相信任何由俄罗斯发出的「和平」呼吁，因为每当有人在莫斯科听到和平口号时，就是此类犯罪袭击的命令。前一天，中俄元首签署联合声明，强调通过和谈解决乌克兰危机。
3月25日，泽连斯基表示至今没有收到中国关于与习近平谈判的任何建议。泽连斯基称，关于中国提出解决冲突的「和平计划」，他没有收到任何建议，并补充说已要求北京就乌克兰方面提出的10点和平计划进行合作，并邀请举行最高级别的会议。
在中国访问俄罗斯后，泽连斯基在2023年3月28日也邀请习近平访问乌克兰。泽连斯基之后接受美联社采访称邀请习近平访问乌克兰时表示：「我已准备在这里会见他，我想和他谈一谈，我在全面战争前和他有过接触，但这一整年，一年多以来，我们没有任何联系。」
3月29日，库列巴在接受英国《金融时报》采访时表示，中国提出所谓的和平计划，但中国尚未就乌克兰调和者的角色做出决定，北京政府依在试探性地参与结束俄罗斯对乌克兰的战争的和平进程。尽管中国试图将自己定位为潜在的和平缔造者，但北京仍未答应泽连斯基与习近平对话的要求。自去年2月俄罗斯全面入侵以来，两位领导人一直没有说过话。库列巴表示，中国外交部长秦刚在谈话中向他保证，北京不会向莫斯科提供武器，并补充说，到目前为止，乌克兰并未看到中国对俄罗斯联邦的军事支持有所增加。但认为，中国不会允许俄罗斯政权垮台，因为「中国需要一个软弱的俄罗斯，让后者向中国让步并提供资源」。
3月31日，泽连斯基在参与欧盟民主峰會（Bucha summit）结束后的新闻发布会上回答有关与习近平对话的可能性的问题时表示，习近平是那些对俄罗斯对乌克兰的战争仍然犹豫不决的领导人之一，并希望前者能对他发出的准备举行会谈的信号作出回应。泽连斯基表示，乌克兰目前的外交政策是尽一切努力让尽可能多的国家支持乌克兰在战争的胜利，无论它们距离多远。他相信，这样的做法将是战争中和平的胜利，也是对那些正在考虑侵略的大国的警告例子，并补充「这就是为什么我们向这些国家发出信号，并表示我们准备好会面、讨论、交谈并共同击败俄罗斯的侵略。我们正在等待一些国家的答复」。
4月6日，乌克兰总统办公室顾问米哈伊洛·波多利亚克就习近平与欧盟委员会主席乌尔苏拉冯德莱恩和法国总统埃马纽埃尔马克龙的三方会谈后发表评论，指出中国必须在乌克兰问题上做出决定，是要参与全球政治议程，还是要对今天在乌克兰领土上看到的事情袖手旁观。
4月22日，乌克兰驻法国大使瓦迪姆·奥梅尔琴科就中国驻法大使卢沙野在法国LCI电视节目上，否定从前苏联解体国家的主权地位、克里米亚不属于乌克兰等观点表示对后者感到丢脸。瓦迪姆·奥梅尔琴科在Twitter表示「要么是地理学有明显问题，要么这种说法与'北京根据国际法以及《联合国宪章》的宗旨和原则基础上努力推动乌克兰重返和平'的官方立场相违」。他同一则贴文讽刺表示「谁拥有克里米亚这个测试问题一如既往地具有启发性，它揭示了所针对的那个人的真实立场。下一次最好也问下谁拥有符拉迪沃斯托克？克里米亞就是乌克兰这点沒有歧義的餘地，苏联帝国已不复存在，历史已经向前迈进」。乌克兰总统办公室顾问米哈伊洛·波多利亚在Twitter回应中国驻法大使卢沙野的观点是克里米亚历史的荒谬版本。他强调，所有后苏联国家都有明确的主权地位，这在国际法中得到确定，只有俄罗斯除外，它以欺诈手段在联合国安理会中占有一席之地。米哈伊洛·波多利亚指出，从一个对其千年历史一丝不苟的国家代表口中听到'克里米亚历史'的荒谬版本感到很奇怪，他警惕后者如果想成为一个重要的政治角色，就不要复述俄罗斯的外来宣传。
4月26日，習近平同澤連斯基通電話。澤連斯基感謝中國為烏克蘭提供的人道主義援助，同時歡迎中方為恢復和平、通過外交手段解決危機發揮重要作用。
4月27日，乌克兰前外交部长、俄罗斯研究中心主任弗拉基米爾·奧格雷兹科对总统泽连斯基与习近平的电话交谈发表置评，认为乌方应该「冷静地、以冷酷的心态对待」，因为到目前为止，这对乌克兰没有任何改变。奥格雷兹科指出，由于中国的立场，两国领导人之间的对话被推迟了很长时间，但这种策略对中国来说是传统的。他认为，习近平与泽连斯基的谈话举措非常好，但对乌克兰来说没有任何改变。甚至习近平选择任命前中国驻俄罗斯大使作为他的特使这一事实也表明，他将捍卫俄罗斯的立场，而不是乌克兰的立场。因此，有必要冷静地、冷酷地对待这件事，了解中国所能提供的东西的局限性，并为乌克兰自身的利益行事。
4月30日，乌克兰副外交部长安德烈·梅尔尼克表示认为，中国在解决乌克兰战争的过程中追求自身的利益，但不排除仍然可以帮助乌克兰建立和平的可能性。他认为，与这种大规模、无休止的动荡相比，公平、和平的解决方案和结束敌对行动更符合北京的利益，并认为总统泽连斯基最近与习近平的电话交谈是加强与中国关系和制止俄罗斯侵略的一大步。不过，他直言中国在这方面的观点可能与乌克兰不同，特别是对基辅来说，一个先决条件是所有俄罗斯军队撤出被占领的领土，但中国的和平建议并不包含这样的条件。他强调：「细节决定成败，所以我们期待着即将到来的特别代表会带来什么」。梅尔尼克还指出，任何脆弱的停火协议和腐朽的妥协不能确保乌克兰所有人的稳定和平，任何关于谈判的讨论也完全是无稽之谈，因为俄罗斯人根本就不想谈判。他也预测，在接下来乌克兰的反击行动中，乌克兰可以在西方盟友的帮助下将能够解放被占领的领土。
2024年6月7日，乌克兰驻联合国大使基斯利察不点名批评中俄两国至今一直称俄罗斯侵略为「乌克兰危机」是非法，强调委婉的稱呼只会掩盖侵略者的责任。他指出，乌克兰及其人民经历了两年多以来的严重打击，但与此同时，安理会大厅里继续有成员称这是「乌克兰危机」，而不是谈论国际武装冲突。他提醒，国际人道法已区分国际性和非国际性两种类型的武装冲突，而联合国安理会是负责维护国际和平与安全，不是让人举办研讨会和竞相发明新词的地方。
2024年9月7日，乌克兰最高拉达主席鲁斯兰·斯特凡丘克在七国集团峰会结果公布后在脸书上宣布一个消息，他表示，七国集团代表在最后宣言中强烈谴责俄罗斯对乌克兰发动的非法侵略战争，并且无条件声援乌克兰争取自由、安全和独立的斗争。宣言也指出，那些帮助俄罗斯采购国防工业综合体货物或设备的公司「支持破坏乌克兰领土完整、主权和独立的行动」将面临后果。此外，斯特凡丘克还表示，该宣言强调在瑞士举行的和平峰会将确保尊重乌克兰的独立和主权，并根据国际法准则结束无端暴力，七国集团议会峰会的与会者呼吁中国向俄罗斯施压，要求其停止对乌克兰的军事侵略。
2024年9月17日，乌克兰外交官、特命全权大使、国家战略研究所所长安德里·维谢洛夫斯基在接受采访时表达观点，指出「只要（乌克兰）‘危机’这个词继续存在于中国外交部的言论中，而不是‘战争’、‘侵略’、‘攻击’，就不值得关注一切北京正在进行的任何和平计划」。他指出，俄罗斯对乌克兰的战争在一定程度上对中国有利，因为俄罗斯的经济主要集中在与中华人民共和国的关系上，而其他关系实际上受到阻碍。所以俄罗斯越来越依赖中国，这使得它能够以更便宜的价格购买「中国想要但以前没有提供的」，包括一些军事技术或进入某些市场等。安德里·维谢洛夫斯基表示，中国的‘和平计划’就是基于这种简单且事实上并非秘密的利用俄罗斯来获取其经济利益的做法。
2024年9月24日，乌克兰总统制裁政策专员弗拉迪斯拉夫·弗拉修克 (Vladislav Vlasyuk) 指出，「如果把所有常规武器算上外国零部件，那么大约60%来自中国。我们已经与一些制造商就此进行了长时间的讨论。我认为，中国是最大的问题」。同日，乌克兰总统泽连斯基在出席纽约联合国大会期间接受《ABC新闻》访问时提出一个指控，他指责俄罗斯使用中国卫星拍摄乌克兰核电站，作为可能打击这些核电站的准备工作的一部分。泽连斯基没有说明俄罗斯使用的中国卫星是商业卫星还是由中国政府控制的，但表示他将与能够影响俄罗斯的领导人分享乌克兰掌握的信息，并称该行为是「核恐怖」。
2024年10月16日，乌克兰总统泽连斯基向乌克兰最高达拉提出其乌克兰的胜利计划，当中表示：「每个人都看到伊朗政权对普京的援助。中国与俄罗斯的合作也是如此。尽管中国政府发表了声明，但却没有采取真正有效的措施来阻止俄罗斯的侵略和违反《联合国宪章》的行为。」
2025年4月8日，乌克兰总统泽连斯基表示两名为俄军作战的中国公民在顿涅茨克地区被乌军俘虏，而且有证据表明，还有至少155名中国公民“正在与俄罗斯军队一同作战”。对此，中国外交部发言人林剑表示这种说法毫无根据。4月14日，被俘的中国公民张仁波和王广军出席乌克兰军方举行的记者会，期间两人表示自己是被俄罗斯的招兵广告欺骗而参军，参战期间的待遇和伙食相当糟糕，此外还有拖欠薪资、种族歧视等问题；他们希望中国能够和俄罗斯、乌克兰交换战俘，将自己带回中国。2025年4月22日，乌克兰外交部召见中国驻乌克兰大使马升琨，就中国公民在俄军服役和中国公司在俄罗斯生产军事设备等事件表达严重关切。
2025年5月25日，乌克兰对外情报局局长表示，中国正在向20家俄罗斯军工工厂供应特种化学品、火药和机床。
2025年7月4日，乌克兰外交部长安德里·西比哈在社交网络X上报告称，在俄罗斯袭击基辅后，发现一个最近才交付由中国制造的无人机部件，中国驻敖德萨总领事馆也在袭击中遭到损坏，称此事为“讽刺”。安德里·西比哈强调，「没有比这更好的比喻来形容普京如何继续升级其战争和恐怖活动，并将朝鲜军队、伊朗武器和一些中国制造商等纳入其中」。他呼吁美国和国际社会对此加大对莫斯科政权及其军事预算的压力，并指打击俄罗斯在欧洲的侵略和恐怖活动，将直接有助于加强中东和印太地区的安全。于此同时，乌克兰国家安全局公开中华人民共和国为俄罗斯制造的无人机零部件的公司名称。乌克兰情报局在其报告中指出，相关零部件上标注的制造商名称「苏州爱科德精密仪器有限公司」，乌克兰安全局已对此进行通报，这些零部件是从俄罗斯占领者于7月3日至4日夜间袭击乌克兰首都时使用的无人机上拆除的。报告亦称。乌克兰安全局亦正在收集俄罗斯恐怖袭击基辅的所有证据，并记录俄罗斯人的罪行。
2025年8月4日，乌克兰总统泽连斯基表示，来自中国等多个国家的外国雇佣兵为俄罗斯作战。他表示将会就此采取应对措施。

## 国际反应与评论
美利坚大学的约瑟夫·托里吉安（Joseph Torigian）将中国政府对入侵的立场描述为“平衡行为”，称“两国对美国在欧洲和亚洲的角色都持有类似的负面看法”，但中国不愿将其经济利益置于有风险支持俄罗斯，特别是考虑到中国“试图维护其作为负责任利益相关者的声誉”。布鲁金斯学会的瑞恩·哈斯（Ryan Hass）认为，“没有俄罗斯，中国将独自应对决心阻挠中国崛起的敌对西方”，但两国“没有完全一致的利益。中国拥有比俄罗斯损失更多。中国认为自己是一个正在崛起的国家，背后有动力。俄罗斯基本上是在与衰落的潮流作斗争。”
一些评论员预见到中国在冲突中可能扮演关键调解人的角色。拉瓦尔大学的埃里克·杜尚认为，“中国的战略模糊性可能会产生有益的影响，有助于解开危机的快死结”，而北约国家反对中国调解将是一个“严重错误”。伦敦国王学院的芝诺·莱尼 (Zeno Leoni) 认为，“如果中国领导有关各方达成新的和平，这将是北京在外交和公共关系方面的重大胜利”，因为中国政府“将能够将自己展示为一个负责任的大国，并说服西方，在美国影响力下降之际，他们可能不得不依赖北京的全球影响力。”
其他评论员表示，中国对入侵的反应在塑造印度反应方面发挥了作用。布鲁金斯学会的坦维·马丹认为，印度的“外交政策目标之一是阻止俄罗斯与中国走得更近”。

### 2022年
3月，美國當局警告中国不要替俄罗斯散布有关乌克兰战争的虚假信息。3月23日，在布鲁塞尔北约峰会的新闻发布会上，北约秘书长斯托尔滕贝格点名中国向俄罗斯提供了政治支持，包括公然散播谎言和错误信息。3月31日，欧盟委员会主席和欧洲理事会主席乌尔苏拉·冯德莱恩和夏尔·米歇尔在欧盟峰会上与习近平进行的对话中发出警告，敦促中国不要为俄罗斯提供军事援助，否则将为支持俄罗斯战争的任何干预付出代价。4月6日至7日，斯托尔滕贝格在北约外长会期间表示中國没有意愿谴责俄罗斯对乌克兰的侵略行径，中方是在同俄方一道质疑主权国家自决权，对北约构成严峻挑战。
《紐約時報》報導根據一份匿名的歐洲某國家情報，称中國政府一早就知道俄罗斯入侵乌克兰的計劃，並與俄方交涉推遲戰事時被截獲。中国政府反驳了上述观点。另外，有些評論亦就入侵事件調查，發現中國大陸與俄羅斯之間的密切合作，是準備好對中华民国採取軍事行動，還有「GULAGU NET」負責人奧塞奇金（Vladimir Osechkin）取得FSB內部文件，情報提到雙方已經商談中方在2022年秋天進行登陸。
2022年4月27日，美国国会众议院通过一項名為《关于评估习近平如何干预和妨碍美国对俄罗斯制裁》（Assessing Xi's Interference and Subversion Act，简称AXIS Act）的法案，要求美國国务院针对中国是否协助俄罗斯逃避国际制裁提交评估报告，并定期进行更新。
2022年5月3日，美国政府指责中国政府和官方媒体幫俄罗斯政府傳播有關乌克兰战争的虚假宣传，这表明北京表面上保持中立，实际上支持莫斯科对乌克兰发动侵略战争。
2022年5月14日，七国集团（G7）发布文告承诺扩大对俄罗斯的制裁措施，同时敦促中国不要支持俄罗斯对乌克兰的战争，不要破坏因俄罗斯攻击乌克兰主权和领土完整而对其实施的制裁，不要为俄罗斯在乌克兰的行动辩护，不要参与信息操纵、虚假信息和其他手段，以使俄罗斯对乌克兰的侵略战争合法化。
2022年6月28日，美國政府以5家中企涉嫌支持俄罗斯军事和国防工业為由将這些中国企业列入贸易黑名单。
《法兰克福评论报》认为，中国其实已在追随西方。受制裁影响，俄罗斯已不再公布进口数据。但其他机构的数据显示，非制裁国对俄罗斯的出口并没有填补西方制裁留下的空白。它们的对俄出口也在下降。中国对俄出口更是明显下降。这说明北京在追随西方。虽然北京表面上不支持西方的经济制裁，并宣布自己是莫斯科的“战略伙伴”，但数据显示的是另一回事。再者，中国企业也在追随西方。比如，中国银联拒绝与受制裁的俄罗斯银行合作，甚至受到美国制裁的电信公司华为也缩减了在俄罗斯的业务。
2022年8月，拉脱维亚和爱沙尼亚宣布退出由中国提倡的17+1东欧合作论坛。两国表示，中国与俄罗斯的密切关系是他们做出退出决定的因素。
2022年9月16日，普京与习近平在乌兹别克斯坦撒马尔罕上海合作组织领导人的会晤中，普京表示理解中国对乌克兰战争的“疑问和担忧”，《纽约时报》认为这是普京隐晦的承认中国不完全赞成俄罗斯入侵乌克兰。分析人士认为习近平谨慎地避免了对俄罗斯的具体政策做出任何支持的表示。
《纽约时报》分析人士认为，虽然普京可能想在中国找到比继续支持的外交声明更具实质性的东西。但预计中国将在支持俄罗斯方面保持谨慎，尤其是在有关乌克兰的问题上。在经济或军事上向俄罗斯提供更多帮助可能会导致与西方的制裁发生冲突，危及中国经济。
《外交学者杂志》国际学者Shannon Tiezzi观察称，中国已经巧妙地放弃了对俄罗斯立场支持的微妙变化。尽管习近平和普京仍将两国定位为亲密伙伴，中国仍然希望重新引导全球秩序的演变，但已决定不吹嘘它正在与俄罗斯对乌克兰立场的合作。两国从2月、6月、以及到9月的通话显示出一个共同的模式，即俄罗斯愿意并准备明确谴责美国在台湾问题上的行动，这是中国的「核心利益」。然而，在乌克兰问题上，中国却越来越不愿意这样做。给人的印象是，俄罗斯完全支持中国，而中国则不置可否。但从结果而论，俄罗斯依然是中国重要的合作伙伴。

### 2023年
2023年2月18日，美国国务卿安东尼·布林肯表示中国正积极考虑向俄罗斯提供武器弹药。2月20日，欧盟外交政策负责人何塞普·博雷利在布鲁塞尔参加欧盟外长会议上回应两天前与中共中央政治局委员王毅举行的会谈时对记者表示，他告诉中共中央外事办公室主任王毅，向俄罗斯提供武器将是欧盟与北京关系中的「红线」。虽然后者宣称不会向俄罗斯提供武器，也不打算这样做，但欧洲会对此保持警惕。出席布鲁塞尔外交事务委员会会议的其他欧盟外长也警告北京不要越界。欧盟理事会轮值主席国瑞典外交部长托比亚斯·比尔斯特伦警告中国的武器最终落入俄罗斯手中会有后果的，在这一信息上，欧盟将与美国站在同一立场。卢森堡外交部长让·阿塞尔伯恩警告称，如果中国向俄罗斯运送武器将会是一个转折点，欧盟将不得不对中国采取制裁。2月22日，俄罗斯总统普京接待了中共中央政治局委员、中央外事办主任王毅，引发了西方社会对中国可能向俄罗斯提供武器的担忧。北约秘书长延斯·斯托尔滕贝格在波兰华沙向美联社表示：「我们已经看到一些迹象表明他们可能正在为此做计划，当然，北约盟国与美国一直在警告不要这样做，因为这是不应该发生的事情。中国不应该支持俄罗斯的非法战争」。
2月23日联合国大会上，德国外交部长贝尔博克在中国联合国大会决议上中国常驻联合国副代表戴兵产生冲突，因后者坚称西方向乌克兰提供武器只会加剧局势。贝尔博克则强烈驳斥他关于西方正在以牺牲其他普通民众更重要的优先事项和沉迷于军费开支的说法。贝尔博克之后表示，中国提出的和平计划重申避免核战争的必要性很重要，但还有一个和平计划有141国家支持，就是停止俄罗斯的侵略，俄罗斯撤军和保护平民。她建议中国加入这一提议，以利用作为安理会常任理事国的影响力向俄罗斯施加压力，强调无论谁谈论和平，都不应将侵略相混淆。
2月24日，美国总统乔·拜登接受美国广播公司独家采访时承诺，如果中国向俄罗斯提供用于对乌克兰作战的致命武器，将对其实施适当的制裁。
3月，巴西總統盧拉访华前夕接受巴西TV 247电视台专访时透露，提议建立一个包括中國在內的國際「和平俱樂部」，調解俄烏爭端。有分析人士认为，預計8月在南非金磚國家峰會上，習近平和盧拉將再與普京當面商討和談之事。
3月2日，德国总理奥拉夫·朔尔茨敦促中国不要向俄罗斯运送武器，中国應向俄羅斯施壓讓後者從乌克兰撤軍。他還對中國不谴责俄罗斯入侵感到失望，不過他支持中國就降低核武器风险方面做出的努力。
3月5日，乌尔苏拉·冯德莱恩表示目前未掌握中國向俄羅斯提供武器的證據，但必須對此密切注視。
《经济学人》在一篇根据军事、经济、外交、能源指标进行分类的「俄罗斯各式各样的朋友」（Russia’s friends are a motley—and shrinking—crew）评估中，将中国列为「机会主义轴心」(Opportunist Axis)，即是将西方制裁视为以优惠条件增加与俄罗斯贸易的机会主义者。
3月20日，美國國務卿布林肯指習近平在國際刑事法院對俄羅斯總統普京發出逮捕令幾天後前往俄羅斯，表明中國認為沒有責任追究克里姆林宮在烏克蘭犯下的暴行的責任，甚至不譴責他們，而是寧願提供外交掩護俄羅斯繼續犯下這些罪行。21日，中俄元首就俄烏戰爭發表聯合聲明之際，美國白宮國家安全會議發言人柯比稱若中國想在這場衝突中發揮建設性作用，中方應向俄羅斯施壓，要求其從烏克蘭撤軍。他指中國沒有作出譴責是次入侵，以及沒有停止購買俄羅斯石油和能源，認為無論如何都不能合理地認為中國是公正（立場）。中國外交部發言人汪文斌對此表示難道向戰場輸送武器就是公正嗎？北约秘书长延斯·斯托尔滕贝格认为，在俄罗斯对乌克兰进行侵略的情况下，不可能与俄罗斯进行有意义的对话。与此同时，斯托尔滕贝格指出，北约成员国去年竭尽全力利用「所有外交和政治渠道」劝阻俄罗斯不要入侵乌克兰。但是在入侵之后，对话已经没有任何意义。
3月24日，美國總統拜登表示，过去三个月，他一直听说中国将向俄罗斯提供重要武器，但他认为中国还没有这样做，和不认为他们不会这么做。
3月25日，纽西兰外交部长娜奈婭·馬胡塔对北京进行为期4天的访问时会见中国外长秦刚，并向后者表达对于中国为支持俄罗斯对乌克兰的战争而提供的任何致命援助表示担忧。关于乌克兰战争，马胡塔重申纽西兰政府谴责莫斯科对乌克兰的非法入侵。
3月31日，西班牙首相佩德罗·桑切斯在与习近平的会晤前表示，他会亲自敦促习近平同泽连斯基会谈。
4月初，新加坡總理李显龙对美国进行工作访问时提及中美关系在俄乌战争爆发后的进一步恶化，提醒各界“不要顺理成章地把乌克兰问题定义为中国已经站在错误的一边，让问题变成民主主义与专制主义之间的斗争。”他表示中美须要就此课题合作并实现长期共存，确保不会一直给彼此造成伤害。李显龙也在《华尔街日报》的对话会上表示如果涉及主权、独立和领土完整的问题，中国不但不会反对，甚至会私下坚决支持。
4月5日，北约秘书长延斯·斯托尔滕贝格在比利时布鲁塞尔北约总部举行的北约外长会议上针对普京与习近平在莫斯科会面后，中俄随后联合宣布「各国不应在境外部署核武器」的几天后，俄罗斯宣布将在白俄罗斯部署战术核武器相当于「空头承诺」。斯托尔滕贝格补充说，北约迄今没有看到任何迹象表明俄罗斯正在贯彻普京和习近平的联台声明，并指出俄罗斯正变得越来越依赖中国，部分原因是莫斯科因乌克兰战争而受到国际制裁。
4月6日，冯德莱恩表示，习近平表示愿意在适合的条件和时间，与乌克兰总统泽连斯基进行对话。
4月18日，欧洲外交代表何塞普·博雷利就中国不在俄罗斯军队从乌克兰撤军和战争结束的问题上发挥作用，欧盟与中国的关系将无法正常发展。 何塞普·博雷利在欧盟与中国关系战略的会议声明中称，「如果中国不利用其对俄罗斯的影响力迫使俄罗斯从乌克兰撤军并结束战争，我们与中国的关系就无法正常发展」。他指出，任何不区分侵略者和受害者的中立态度将意味着这是对侵略者的支持。
4月20日，美國財政部長耶伦对中国与俄罗斯“合作无上限”的关系表示担忧，並表示这意味着中国对结束乌克兰战争并不认真。
4月22日，波罗的海3国外交部长就中国驻法大使卢沙野在法国LCI电视节目上，否定从前苏联解体国家的主权地位、克里米亚不属于乌克兰等观点向中国提出正式抗议。爱沙尼亚外交部长马古斯·萨克纳就卢沙野在采访中质疑爱沙尼亚和其他前苏联加盟共和国的主权问题召见中国驻爱沙尼亚大使到外交部解释。马古斯·萨克纳表示「中国外交官的表态令人遗憾和难以理解，不幸的是，中华人民共和国代表持有这样的观点。这种立场是不可理解的」。他补充道，如有必要，爱沙尼亚可以给中国外交官上历史课。立陶宛就中国大使质疑后苏联国家主权表示，这就是波罗的海国家不信任中国是解决乌克兰战争调解人的原因。立陶宛外交部长加布里埃柳斯·兰茨贝尔吉斯在Twitter声示「如果有人仍然想知道为什么波罗的海国家不信任中国‘调停乌克兰的和平’，这里就有一位中国大使争辩说克里米亚是属于俄罗斯的，然后指我们国家的边界是没有法律依据的」。拉脱维亚宣布，中国驻法国大使卢沙野有关前苏联加盟共和国主权的言论是绝对不能接受的。拉脱维亚共和国外交部长埃德加斯·林克維奇斯表示，中国驻法国大使关于国际法和国家主权的言论是绝对不能接受的，他也补充道，拉脱维亚将与立陶宛和爱沙尼亚同步，并召见中国驻里加使馆临时代办作出解释，期待中方的解释并完全撤回这一声明。
4月25日，捷克总统彼得·帕維爾向《政客》表示，延长乌克兰战争对中国有利，且不相信中国会调解俄罗斯和乌克兰之间的和平。彼得帕维尔认为，乌克兰和俄罗斯维持现状的情况符合中国的利益，因为它可以促使俄罗斯做出一些让步。他也认为，中国可以从莫斯科获得廉价的石油、天然气和其他资源，以换取其与克里姆林宫的「无上限」伙伴关系。《政客》形容彼得·帕維爾似乎很有先见之明，因为就在他发表讲话的几小时后，中国驻法国大使卢沙野宣布前苏联国家在国际法中「没有有效地位」而激起了众怒。
4月27日，立陶宛总统吉塔纳斯·瑙塞达质疑中国作为俄罗斯对乌克兰战争调解人的可信度，认为中国应该谴责俄罗斯的全面入侵。吉塔纳斯·瑙塞达接受《德国之声》采访时表示「我认为中国有机会成为国际空间的重要参与者。当然，中国可以成为俄罗斯和乌克兰冲突的调解人，但有一个条件。到目前为止，我们还没有看到或听到（来自北京）任何类似于谴责这场战争的事情，中国都没有谴责俄罗斯对乌克兰的战争」。 吉塔纳斯·瑙塞达强调，了解中国是站在俄罗斯一边还是站在基于国际规则的法治一边非常重要，虽然中国在这个问题上不愿采取明确立场，就很难相信它可以成为这场冲突中可靠的调解人。
4月30日，《明报》分析人士认为，中國提出的和平倡議中既尊重各國主權，又均衡安全，受到俄烏雙方的歡迎。中方積極調停俄烏衝突的動機是讓國際看到中國負責任的大國形象，彰顯中國更積極參與建設性全球治理的能力。
6月17日，俄罗斯总统普京在圣彼得堡与非洲代表团会谈。會後俄罗斯外长拉夫罗夫告诉记者，非洲代表在会谈中提到關於政治解決烏克蘭危機的中國立場中的部分内容，俄方对这些内容表示赞同。

### 2024年
2月12日，挪威军事情报局局长尼尔斯·安德烈亚·斯坦塞斯表示，由于增兵和朝鲜、中国等国的物质支持，俄罗斯在乌克兰的军事上占据上风。他表示，俄罗斯得到伊朗、白俄罗斯和朝鲜的军事支持，并根据调查结果，中国不提供武器，而是提供对俄罗斯国防工业有用的「机械、车辆、电子产品和零部件」。
2月23日，美国驻华大使伯恩斯对中国继续支持俄罗斯“很失望”，中国常驻联合国代表张军则表示中方没有隔岸观火。
2月24日，七国集团发表的联合声明中把矛头对准中国和俄罗斯，毫不犹豫地批评中国和伊朗对俄罗斯的后勤支持。
2月28日，德国外交部发言人塞巴斯蒂安·费舍尔（Sebastian Fischer）就中国计划派政府欧亚事务特别代表李辉第二次访问欧洲的新闻发布会上对中国仍未将俄罗斯的侵略称为战争感到遗憾。塞巴斯蒂安·费舍尔指出，俄罗斯对乌克兰的战争以及中国对此的态度不断出现在国际会议和谈判的议程上，中国为世界和平做出贡献是好事，作为联合国安理会常任理事国的中国对此负有特殊责任。但与此同时，塞巴斯蒂安·费舍尔也强调，北京官方仍未将俄罗斯在乌克兰的战争称为「战争」，这在西方「非常令人遗憾」：「讲和平的人必须明确称战争为战争，首先明确指出所发生的事情是对一个独立主权国家的侵略；这是《联合国宪章》所禁止的侵略战争」。
7月10日，在北约华盛顿峰会上，北約发表《华盛顿峰会宣言》，正式指责中國成为“俄罗斯对乌克兰战争的决定性助推者”，要求中国停止向俄罗斯运送“武器部件”和其他技术，并指責中國針對美國和歐洲的「惡意網路和混合活動，包括虛假信息」。爱沙尼亚总理卡娅·卡拉斯在北约峰会上表示，有必要发出明确信号，如果中国不改变支持俄罗斯参战的立场，将极大损害中国与北约国家、欧盟以及亚洲地区的关系与合作。中华人民共和国外交部发言人林剑对峰会期间发表的《华盛顿峰会宣言》表示强烈不满和坚决反对，批评宣言渲染亚太地区紧张局势，充斥冷战思维和好战言论，涉华内容充满偏见、抹黑、挑衅，中方已向北约方面提出严正交涉。
9月6日，北约秘书长延斯·斯托尔滕贝格在奥斯陆对记者表示，「中国已成为促进俄罗斯对乌克兰战争的决定性因素。中国是俄罗斯使用的许多武器的生产国」。斯托尔滕贝格警告说，北京对乌克兰的持续好战可能对其利益和声誉产生负面影响，呼吁中国停止支持俄罗斯的非法战争。
9月7日，美国更新香港的营商注意事项，警告美企在港营商面对新增风险。警示还提到，美国等国家已对俄罗斯实施制裁，俄罗斯越来越多地使用第三国家或司法管辖区，如香港进口军工用品，并指中国大陆及香港成为军民两用商品转口到俄罗斯的重要转运点，一些企业可能面临与制裁合规相关的相互冲突的司法管辖权要求，而不遵守规定将招致民事或刑事处罚。
9月10日，美国副国务卿库尔特·坎贝尔在布鲁塞尔会见欧盟和北约同僚后表示，北京正在向莫斯科提供「非常实质性」的帮助，以加强其战争机器，作为回报，俄罗斯将移交其严密保密的潜艇和导弹军事技术。他谈到中国向俄罗斯提供的最新材料时，强调这些不是军民两用能力，这些基本上直接应用于俄罗斯的战争机器，北京正在向莫斯科提供大量军事援助，帮助维持俄罗斯在乌克兰的持续战争努力。库尔特·坎贝尔也指出，中国与俄罗斯分享与潜艇、导弹和隐形飞机有关的敏感军事技术，这种合作令美国及其盟友感到担忧。
9月14日，美国总统拜登与英国首相斯塔默在华盛顿会晤期间，重申对乌克兰的坚定支持，同时对伊朗和朝鲜向俄罗斯提供致命武器以及中国对俄罗斯国防工业基础的支持深表关切。
9月17日，北约秘书长斯托尔滕贝格在接受英国《泰晤士报》采访时表示，「我们在俄罗斯对乌克兰的战争过程中清楚地看到了獨裁國家都相互提供了大量的支持……自2022年俄罗斯入侵乌克兰开始以来，北京、莫斯科、德黑兰和孤立主义者的朝鲜平壤政权的关系日益密切」。据他称，中共中央总书记习近平领导着这个独裁联盟，并且是普京的「重要支持者」，中国也是俄罗斯对乌克兰侵略战争的决定性支持者，并支持俄罗斯的军事经济，以及向俄罗斯提供零部件、微电子和微处理器，并使用这些来制造导弹和炸弹来对付乌克兰。斯托尔滕贝格还证实华盛顿的报道，即莫斯科正在向北京转让其专有技术，包括潜艇、导弹和隐形技术的先进开发成果。
9月23日，丹麦首相梅特·弗雷德里克森在接受《彭博社》采访中，对于允许提供给乌克兰的武器用于袭击俄罗斯领土的问题表达观点时指出，「我们现在看到俄罗斯与朝鲜和伊朗越来越接近。不幸的是，我认为如果没有中国的帮助，俄罗斯不可能在欧洲内部发动全面战争，这不是欧洲冲突，这是全球冲突，后果极其严重」。
9月24日，立陶宛总统吉塔纳斯·瑙塞达在纽约联合国大会发表演讲声明中，呼吁白俄罗斯、伊朗、朝鲜和中国4个国家停止向俄罗斯提供军事支持，包括转让两用物资，并指出俄罗斯拥有更多武器意味着更多的平民伤亡，以及更多的民用基础设施被毁和混乱。美国国务卿安东尼·布林肯在联合国安理会专门讨论乌克兰局势的会议上发表讲话时表示，朝鲜和伊朗并不是唯一帮助和教唆俄罗斯的国家，另一个安理会常任理事国——中国是俄罗斯机床、微电子产品和其他物品的最大供应国，俄罗斯正在利用这些物品重建、补给、加强其战争机器并维持其残酷的侵略。布林肯还批评北京要求停止向冲突地区供应武器的呼吁，强调俄罗斯是侵略者，乌克兰是受害者，两者之间存在着深刻的区别。
9月25日，丹麦首相梅特·弗雷德里克森在纽约联合国大会期间接受采访时，批评中国支持俄罗斯对乌克兰的战争，并表示中国和俄罗斯与朝鲜和伊朗的密切合作产生了巨大的全球影响。她表示，「如果没有中国的帮助，俄罗斯不可能发动超过两年半的全面战争。我们不能继续让中国在欧洲战争中帮助俄罗斯而不承担任何后果。他们必须对自己的活动承担责任」。梅特·弗雷德里克森指出，过去欧盟试图与俄罗斯建立一系列良好的合作关系，但这些都没有用，俄罗斯还是攻击了一个欧洲国家。现在的中国也是如此，欧洲不能回到乌克兰战前的情况，并呼吁重新考虑欧盟与中国的贸易，称欧洲已经变得过度依赖中国。欧盟高级代表何塞普·博雷利在联合国大会期间与中共中央政治局委员兼中共中央外事办主任王毅会面时也表示这一点。欧洲对外行动署网站报道，博雷利提出俄罗斯侵略乌克兰战争的话题，并确认中国对俄罗斯的物质和外交支持正在助长俄罗斯战争，这对欧洲安全造成直接威胁。他对大量商品和两用物项出口的增长，对俄罗斯军工基础建设有很大帮助深表担忧。博雷利强调，任何有关乌克兰全面、公正和可持续和平的建议都应以《联合国宪章》为基础，然而中国和巴西从2024年5月起发表的联合声明并没有朝着这个方向发展。
9月27日，美国国务卿安东尼·布林肯与中共中央政治局委员兼中共中央外事办主任王毅会谈时强调美国对中国支持俄罗斯国防工业基地的严重关切，并表示北京关于乌克兰和平的言论「与现实不符」。布林肯向后者保证，美国不会停止向中国表达对俄罗斯「战争机器」加油的担忧，并警告华盛顿可能会因北京的此类行为而实施额外制裁。布林肯表示，“我们的目的不是将俄罗斯与中国分开。他们的关系是他们的事，但就这种关系涉及向俄罗斯提供继续这场战争所需的东西而言，这对我们来说是一个问题，对许多其他国家，尤其是欧洲国家来说也是一个问题”。布林肯指出，俄罗斯进口用于制造军事装备（包括导弹、弹药和装甲车）的约70%的机床和90%的微电子产品来自中国和香港。布林肯表示，向伊朗、朝鲜和中国施加压力，对停止向俄罗斯提供武器、大炮、装备和其他支持，对于实现乌克兰的持久和平至关重要。
10月1日，北约秘书长马克·吕特在布鲁塞尔作为北约主席举行第一次新闻发布会上指出，「中国对俄罗斯军工的支持已经成为俄罗斯发动乌克兰战争的决定性因素。中国不能在不损害自身利益和声誉的情况下继续助长欧洲这场自二战结束以来最严重的冲突」。马克·吕特对记者问及「对中国及其对俄罗斯的支持而言，是否存在会引发北约强烈反应的红线」的问题作出回应，称北约就中国面临的问题是，中国是俄罗斯残酷侵略战争的助推者。马克·吕特表示，他不明白中方称其和欧洲的其他人为‘亲密的朋友’，却让他们受到威胁，不理解中国为何要支持俄罗斯，还提供微电子产品和原材料，也不明白中国帮助俄罗斯规避制裁，还提供军民两用产品。
10月16日，美国常驻北约大使朱丽安·史密斯在一次简报会上表示，中国表面上对乌克兰战争采取「中立」态度，但实际上却做出了有利于克里姆林宫的选择，并向侵略者提供了具体支持，这助长了其对乌克兰和平城市和武装部队阵地的攻击。她强调，中国向俄罗斯提供了大量的双重用途部件，使俄罗斯能够继续攻击乌克兰，美国将与盟友和伙伴一道，继续揭露中国的真实立场以及支持俄罗斯侵略乌克兰的行为。
11月6日，澳大利亚国家情报总监安德鲁·希勒（Andrew Shearer）在堪培拉举行的一次会议上指出，中国的大力支持是俄罗斯能够继续对乌克兰发动战争的关键因素。他表示，中国向普京提供的大量军民两用物资，以及北京的经济援助和外交支持，使得普京的军队能够留在乌克兰并杀害无辜的乌克兰人，就像中国人在供应火炮弹药和导弹的一样的物资。
12月1日，德国外交部长安娜萊娜·貝爾伯克启程前往中国之前表示，她强调将在中国的访问计划上表达在俄罗斯对乌克兰战争问题上的立场影响到中华人民共和国与欧洲和德国的关系。安娜莱娜·贝尔博克表示，「乌克兰战争表明欧洲和亚洲的安全是多么密不可分，如果朝鲜向乌克兰派遣士兵和武器，而俄罗斯支持平壤的核计划，那么就会威胁到欧洲和印度-太平洋地区的和平。中国不但没有作为联合国安理会常任理事国承担起世界和平与安全的责任，反而向俄罗斯提供经济和军事援助，违背了我们欧洲的核心利益」。安娜莱娜·贝尔伯克在北京会见中共中央政治局委员兼中共中央外事办主任王毅，表示如果北京用无人机支持俄罗斯将产生后果。
12月21日，美国常驻联合国代表罗伯特·伍德在联合国安理会会议上表示，中国对俄罗斯的支持显然违背了《联合国宪章》的原则，并指中方在安理会表示，主权和领土完整应得到尊重，但实际上与北京政府的行动与和平声明不一致。罗伯特·伍德也指出，北京的持续出口表明其对俄罗斯战争的默许，中国继续向俄罗斯供应军民两用商品，以支持俄罗斯军工联合体，中国企业亦正在帮助俄罗斯开发和制造远程无人机。罗伯特·伍德强调，如果中国真正希望“和平解决”俄罗斯对乌克兰的战争，就必须停止向俄罗斯军事机器提供支持，对俄罗斯实施制裁，呼吁莫斯科撤军，并向国际社会展示领导力。

### 2025年
2月12日，爱沙尼亚外国情报局 (EFIS) 发布最新年度报告警告称，自俄罗斯近三年前全面入侵乌克兰以来，中华人民共和国与俄罗斯联邦之间的合作不断加深，北京甚至基本上将乌克兰视为俄罗斯势力范围的一部分。如果爱沙尼亚发现自己处于与乌克兰目前类似的境地，中国将对爱沙尼亚采取同样的立场。报告也指出，自俄罗斯全面入侵乌克兰以来，中俄的意识形态和媒体合作不断加强，中俄战略叙事更加一致，其结果之一就是在中国的公共信息空间中以亲俄的眼光描绘这场战争，在这种叙述中，俄罗斯被描述为被迫发起‘特别军事行动’作为预防行动。在报道战争时，中国媒体经常使用俄罗斯术语，将冲突称为‘危机’或‘问题’，避免关注俄罗斯造成的破坏或谴责其行动。与此同时，中国媒体积极批评对俄罗斯实施的国际制裁。年鉴总结称，中国在爱沙尼亚的国有企业存在技术依赖和与中国政府直接联系的风险，包括军事和政治影响。爱沙尼亚外国情报局长考波·罗辛（Kaupo Rosin）也在报告注明，中国通过走私关键的西方零部件帮助俄罗斯提高无人机产量，莫斯科约80%的关键零部件进口来自中国，高于之前估计的60%，中国的干预极大地破坏西方对俄罗斯的制裁。

## 相关制裁
2023年1月26日，美国财政部与外交部在加强对俄罗斯瓦格纳集团的制裁中，将总部设在中国的长沙天仪空间科技研究院有限公司（Spacety China），及位于卢森堡的中国分公司列入制裁名单。美国参议院外交委员会同日在华盛顿特区举行的2023年财政预算的听证会上，敦促拜登政府加大制裁力度，以至于躲在附属公司背后支持俄罗斯的中国不能逍遥法外。参议院外交关系委员会主席鲍勃·梅嫩德斯在回应呼吁对中国实施制裁的参议员的回答中表示，有证据表明包括通过香港开展业务的中国公司一直在出口半导体芯片在内的军民两用技术，如果中国向俄罗提供这些关键援助，美国就不应该放弃对中国实施制裁的可能性，而且不应该让它们躲在一些公司的背后。
乌克兰国家反腐败局（NACP）于2月20日宣布，为俄罗斯GLONASS卫星导航系统提供导航和雷达设备的中国司南卫星导航技术股份有限公司 （ComNav Technology）列入国际战争支持者名单。
2月24日，美国商务部下属的工业安全局将5家中国实体纳入实体清单，美国方面表示这些实体协助了俄罗斯军方。
3月9日，美国财政部对多家支持伊朗无人机项目的中国公司实施制裁。美国财政部宣布对总部位于中国杭州、香港、桂林和深圳的5家公司（Koto Machinery、Raven、Guilin Alpha、S&C Trade、Caspro）和1名个人（Yun Xia Yuan）组成的网络实施制裁，它们向伊朗飞机制造工业公司（Iran Aircraft Manufacturing Industrial Company）销售和供应航空航天部件，包括可用于无人机的部件，而这些无人机被伊朗用来攻击油轮，并出口到俄罗斯用于乌克兰战争。
3月30日，乌克兰国家预防腐败局（NAZK）以在战时增加在俄罗斯的投资项目和扩大建筑市场的影响力，从而支持和赞助恐怖主义，将俄罗斯最大的中国建筑承包商中国建筑集团列入国际战争赞助商名单。
4月13日，NAZK发布公告，将中国科技巨企小米公司列入“战争资助商”名单施加制裁。小米公司14日发声明回应，严格遵守经营所在地法律法规，强烈反对乌国家腐败预防局的做法。
4月19日，美国财政部对支持伊朗无人机和军事项目的与中国有关联的个人和实体实施制裁。受制裁的公司来自香港的Arttronix International Limited，以及总部位于中国的Jotrin Electronics Limited、Vohom Technology Co、Yinke Electronics Company Limited。美国财政部的制裁声明指出，这些公司和供应商使得伊朗电子公司PASNA能够采购货物和技术，其中也包括用于无人机的电子元件。
5月9日，NAZK宣布将长城汽车列入俄罗斯入侵乌克兰战争的国际赞助商名单。NAZK对制裁理由指出，长城汽车没有在战争期间退出俄罗斯的计划，还正在考虑增加其在俄市场投资，其销售和国外销售也在战时创历史新高的指标，利润也大幅增长。NAZK表示，该公司的成功很大归功于国际社会对俄罗斯的制裁，这使该公司的许多竞争对手都离开了俄罗斯市场，这些销售利润的资金中有很大一部分用于向俄罗斯预算纳税，然后俄罗斯利用这些资金支持其军队购买杀死乌克兰人的武器。NAZK也补充说，长城汽车继续以这种方式支持俄罗斯经济，并因此赞助了对乌克兰的战争，而且该公司管理层也沒有试图谴责俄罗斯入侵乌克兰。
6月5日，NAZK宣布将海康威视、大华科技一同列入俄罗斯入侵乌克兰战争的国际赞助商名单。NAZK对这一制裁决定表示，海康威视、大华科技都在俄罗斯积极开展工作，以填补俄罗斯预算并提供可用于军事目的的两用设备，还试图继续增加在俄罗斯的销售额。NAZK也指出，在俄罗斯全面入侵乌克兰以后，海康威视和大华科技继续日以继夜地工作，以确保产品运往俄罗斯，并希望在俄罗斯境内扩大商业活动。于此同时，这两家公司透过从中国出口其设备，主要是摄像机、无人机、热像仪和相关组件交付俄罗斯，间接为俄罗斯提供了使俄罗斯军工能够运转的关键物资，从而为战争的持续进行做出了贡献。NAZK也表示，这两家公司在恐怖主义国家的工作，让俄罗斯可以免费获得无人机、热成像仪、可用于无人机的监控摄像头、反无人机枪和其他手段，以继续对乌克兰进行战争，证明了中国公司海康威视和大华科技对战争的直接支援。。
6月23日，NAZK宣布将中国浙江吉利控股集团列入俄罗斯入侵乌克兰战争的国际赞助商名单。NAZK对作出这一决定的原因表示，即使在俄罗斯入侵乌克兰期间，大多数欧洲、日本和韩国的汽车制造商都停止在俄罗斯市场上销售情况下，该公司依然继续在俄罗斯展示和销售其品牌的新车型，并且企图增加其在俄罗斯的销售利润，该公司管理层也没有谴责俄罗斯对乌克兰的战争。
2023年2月23日，欧盟公布对俄罗斯实施的第13轮制裁，首次就援助俄罗斯而制裁4家中国企业。同日，美国宣布对俄罗斯的战争机器实施500项新制裁措施，当时包含几家中国公司。
2024年8月23日，美国财政部宣布一项新的制裁措施，其中42家中国公司被加入美国的出口控制清单。美国财政部还针对20多家香港和中国公司实施制裁，称这些公司为俄罗斯的军事工业基地提供产品。
2024年9月20日，乌克兰总统泽连斯基根据国家安全委员会的决定签署第638号和第639号总统法令，对来自俄罗斯、伊朗和中国的6名个人和40多个法人实体实施为期10年的制裁。
2024年10月9日，乌克兰总统泽连斯基签署第697号和第698号法令，对90名个人和4家法人实体以及57家公司实施为期10年的制裁，其中包括3家在中国注册的公司。
2024年10月17日，美国对「厦门林巴贺航空发动机股份有限公司」和「紅兔矢量實業深圳有限公司」及其俄罗斯合作伙伴实施制裁，这是美国首次对为俄罗斯乌克兰战争提供完整武器系统的中国公司实施制裁。美国国务院发言人马修·米勒表示，过去只是看到中国公司向俄罗斯公司提供零部件，然后俄罗斯公司利用这些零部件制造机械、武器和其他俄罗斯可以在战争中使用的零部件，而这一次是真正看到一家中国公司自己制造武器，然后被俄罗斯用于战场。
2025年4月17日，乌克兰总统泽连斯基表示掌握中国公司向俄罗斯提供火炮火药的证据，相关中国实体正在俄罗斯领土制造武器。次日，乌克兰政府公布新一份受制裁实体名单，北京航空航天祥辉科技有限公司、瑞金机械有限公司和中复神鹰碳纤维西宁有限公司等三家中国公司榜上有名
2025年7月8日，乌克兰总统泽连斯基签署命令，对5家在中国注册的公司实施制裁。制裁对象包括中亚丝路国际贸易有限公司（天津）、苏州艾科德精密制造有限公司、深圳荣宇科技股份有限公司、深圳金多邦科技股份有限公司和宁波博林机械有限公司。乌克兰制裁专员弗拉季斯拉夫·弗拉修克对此解释，这些公司被控在7月4日晚俄罗斯对基辅的空袭中，在被击落的俄罗斯版“见证者”型上发现原产于中国的零部件。

## 注解
1. ↑  註：“四个应该”指各国主权、领土完整都应该得到尊重，联合国宪章宗旨和原则应该得到遵守，各方合理安全关切应该得到重视，一切致力于和平解决危机的努力应该予以支持；“四点主张”指必须坚持对话谈判方向，必须共同推动局势缓和，必须切实缓解人道局势，必须全力遏制外溢影响。
2. ↑  註：公告落款时间是2月23日生效，刊登时间是24日